# 超合金 (玩具)
超合金（ちょうごうきん）は、ポピー（現: バンダイボーイズトイ事業部およびBANDAI SPIRITSコレクターズ事業部）から1974年2月以降発売されたロボットアニメ・特撮作品のダイキャスト製キャラクター玩具のシリーズブランド名。

## 商品の概要
1972年末に放映が開始されたテレビアニメ『マジンガーZ』は、その人気からさまざまな玩具展開がなされた。その中でも、特にポピーから発売された「超合金マジンガーZ」は男児を中心に大人気となった。原作のメカが超合金Zと呼ばれる非常に硬い架空の合金で作られているという設定も手伝い、亜鉛ダイキャストパーツとABS樹脂パーツで作られたずっしり重たい玩具が子供たちの憧れの的となった。ブロー成形である「ジャンボマシンダー」は細かいディテールが出せなかったが、超合金は精巧に作ることができた。
商品企画は、まもなくポピーやバンダイの男児向け玩具の商品開発やデザインの中心的人物となる村上克司（のちにバンダイ専務）によるものであり、これによって彼は「超合金をつくった男」と書籍などで紹介されるようになった。ただし、当初の商品名は「ダイカスト マジンガーZ」であり、発売途中からポピーの杉浦幸昌常務（のちのバンダイ取締役会長）によって「超合金Z」をヒントに「超合金」というブランド名がつけられた。
『マジンガーZ』以前、アニメを支えていたのは菓子メーカーだった。しかし、この時期に菓子メーカーが子供向けの駄菓子から大人向けの高級菓子へ主力を移したうえ、提供する番組も子供番組からドラマのような大人向けの番組に移行し、アニメから次々と撤退する。代わって本商品のヒットにより、玩具メーカーがアニメのスポンサーになる意欲を高めた。その後、「超合金」はさまざまなアニメ作品・特撮作品のキャラクターの玩具化を一手に引き受けるフォーマットとして浸透し、ポピーの一大ブランドとして10年以上にわたるロングセラー商品となった。
海外では「SHOGUN WARRIORS」の商品名でマテルから発売された。
DX超合金は『鳥人戦隊ジェットマン』で、スタンダード超合金は『忍者戦隊カクレンジャー』でいったん途絶えるものの、DXは『ビーファイターカブト』で、スタンダードも『こちら葛飾区亀有公園前派出所』で復活する。

## 商品のフォーマット
超合金シリーズはアニメ設定に忠実な模型ではなく、あくまで子供たちが手にとって遊べる玩具として開発されていた。そのため亜鉛合金を用いたダイキャストパーツを多用した頑丈な商品だったが、プロポーションやデザインは玩具としてのアレンジがなされている。また原作にない動きや仕掛けを盛り込むことが常であり、特にマジンガーZの武器で後の巨大ロボットアニメに多大な影響を与えたロケットパンチをほぼすべての商品に組み込んでいる。可動部が少なくばね式のミサイルが各所に仕込まれているのも特徴である。
なお、『マッハバロン』や『がんばれ!!ロボコン』のように忠実なものもあり、『勇者ライディーン』以降の『大鉄人17』や『超電磁ロボ コン・バトラーV』といった作品では、超合金のデザインをアニメ用に流用・再構成しており、比較的劇中に忠実な形態になっている。

## 商品の展開
当初は単体の玩具として発売されていた。しかしアニメのロボットの主流が変形・合体に移るとさまざまなギミックを仕込んだデラックス超合金が発売されることになった（表記は「DX超合金」など）。
初のDX超合金は『勇者ライディーン』である。当初は高額な超合金カテゴリーに過ぎなかったが、途中から「DX」の表記がついた。『ライディーン』以降、超合金の大型化が進むことになる。一方で『がんばれ!!ロボコン』のロボット学校の生徒（ほぼ全員商品化）や『グレートマジンガー』のロボットジュニアのような脇役メカも玩具化されていった。戦隊シリーズのヒーローは全員がラインナップされたが、金型は同一で女性メンバーはボディラインの再現まではされなかった（塗装やスカートパーツなどでの差別化はされていた）。『バトルフィーバーJ』では『ジャッカー電撃隊』で展開された「ビクトラー」シリーズの流れを受けた形で超合金と「バトルシャーク」の連携が番組同様に盛り込まれる。「ビッグスケール」の祖となった「バトルシャーク」は後にバトルフィーバーロボとのセット商品として「バトルコンビネーション2」として展開され、この人気が「ロボット+移動戦艦」のフォーマットを生みシリーズの定番パターンとして定着していくこととなる。
『ロボコン』は同年の同社のキャラクターでトップになるほど売れたが、これより後はスタンダード超合金(DX超合金以後の廉価な超合金の呼称)は売上が落ち、スタンダードはヒーロー系が中心になっていった。それをきっかけに、超合金は変形ギミックをとりいれたDX超合金が主力になっていく。『大鉄人17』は特に166万個という高い売り上げを記録した。そのDX超合金も『超電磁ロボ コン・バトラーV』より、複数のメカが合体してロボットになるというギミックが取り入れられ大ヒット。この成功によって大型化と高額化がさらに進み、『百獣王ゴライオン』ではとうとう9800円に達する。「ゴライオン」は高額商品でありながら43万個の売り上げを記録し、この時期のDX超合金は安定した高い売り上げを記録した。この頃を山科誠は「すべてのキャラクターが高収益」だったとしている。しかしさすがに1万円を越えると売れなくなると判断されたのか高額化は「ゴライオン」で一旦終わる。ただし1990年代以降は再び高額商品が増え始め、ダイキャストパーツを使わない玩具でも大型商品は1万円超えのものが出ている。
『六神合体ゴッドマーズ』では敵側のメカも発売され、リアルタイプ超合金という劇中に忠実でかつ可動重視なものや、収納ギミックなどを省略し、差し替えで合体を再現したDX超合金の廉価版である「カスタムタイプ超合金」といった変化球の商品も発売された。『科学戦隊ダイナマン』のダイナロボは「世界最小の超合金」としてスタンダードクラスのものが親指ほどのミニサイズで製造・販売もされていた（ただし無塗装品）。『機甲艦隊ダイラガーXV』では、ほぼスタンダードサイズの約1.5倍ほどのサイズでの分離合体可能なものも発売されている。
1980年代中盤に入ると消費者の嗜好がロボットから離れた上に原材料が高騰したため、超合金は衰退する。1983年にポピーは系列だったバンダイに統合されるが、超合金（およびポピニカ）というブランド名はバンダイがメインスポンサーであるアニメ・特撮の玩具に残された。そして、アニメロボットなどに代わって台頭するのが『聖闘士星矢』などのクロス物である（クロスにもダイキャストが使用されており、超合金同様の重量感がある）。『聖闘士聖衣シリーズ』は他社の製品にも影響を与え、数々のアーマー装着型フィギュアが発売された。なお、『聖闘士聖衣』のコンセプトは2000年より発売が開始された『装着変身』や『聖闘士聖衣神話』に受け継がれている。一方、ロボット系の超合金は『鳥人戦隊ジェットマン』の「ジェットイカロス」で一旦、途絶えることとなる。
1996年の『ビーファイターカブト』のカブテリオスと『超者ライディーン』のゴッドライディーンの発売によって久々にDX超合金が復活（ゴッドライディーンは限定ブラックカラーも発売）、また、この年は非ロボット系の超合金も発売されている。『こちら葛飾区亀有公園前派出所』の主人公両津勘吉の超合金は、人型であるにもかかわらずロケットパンチやハッチオープンといったロボット然としたギミックを搭載していた。年が明けて1997年でも、『電磁戦隊メガレンジャー』と、『ビーロボカブタック』でも超合金は発売され、さらに翌1998年の『星獣戦隊ギンガマン』では5号ロボ・ギガバイタスを除く全てのロボがDX超合金となって発売された。
この後DX超合金の戦隊ロボは、続く1999年の『救急戦隊ゴーゴーファイブ』と、1年おいた2001年の『百獣戦隊ガオレンジャー』や翌2002年の『忍風戦隊ハリケンジャー』まで展開された。また、超合金魂やスーパーロボット超合金でも戦隊ロボが数点発売されている。2014年には「戦隊職人〜SUPER SENTAI ARTISAN〜シリーズ」第2弾として、『烈車戦隊トッキュウジャー』のトッキュウオーが「超合金 烈車合体DX トッキュウオー」の商品名でプレミアムバンダイ限定販売された。それを受けて、トッキュウオー同様の超合金仕様に変更されたDX侍合体シンケンオー（侍戦隊シンケンジャー）も2015年に発売されている。

### 超合金/DX超合金

#### ラインナップ
| 超合金ナンバー | 品名                                                    | 出典                           | 発売年    | 概要                                           |
| -------------- | ------------------------------------------------------- | ------------------------------ | --------- | ---------------------------------------------- |
| GA-01          | マジンガーZ                                             | マジンガーZ                    | 1974年    | [注釈 7]                                       |
| GA-01          | マジンガーZ ゴールドタイプ                              | マジンガーZ                    | 1984年    |                                                |
| GA-01          | マジンガーZ ブラック                                    | マジンガーZ                    | 1999年    | [注釈 8]                                       |
| GA-02          | ゲッター1                                               | ゲッターロボ                   | 1974年    |                                                |
| GA-03          | ゲッター2                                               | ゲッターロボ                   | 1974年    |                                                |
| GA-04          | ゲッター3                                               | ゲッターロボ                   | 1974年    |                                                |
| GA-05          | グレートマジンガー                                      | グレートマジンガー             | 1974年    |                                                |
| GA-06          | ロボットジュニア                                        | グレートマジンガー             | 1974年    |                                                |
| GA-07          | スーパーロボット マッハバロン                           | スーパーロボット マッハバロン  | 1974年    |                                                |
| GA-08          | アマゾンライダー                                        | 仮面ライダーアマゾン           | 1974年    |                                                |
| GA-09          | DELUXE勇者ライディーン                                  | 勇者ライディーン               | 1975年    | 1984年、1986年に再販された。                   |
| GA-09          | DELUXE勇者ライディーン ブラック                         | 勇者ライディーン               | 1975年    |                                                |
| GA-09R         | DX勇者ライディーン復刻版                                | 勇者ライディーン               | 1999年    |                                                |
| GA-09RG        | ゴールドDX勇者ライディーン                              | 勇者ライディーン               | 1999年    | フィギュア王誌上限定販売。                     |
| GA-10          | ゲッタードラゴン                                        | ゲッターロボG                  | 1975年    |                                                |
| GA-11          | ゲッターライガー                                        | ゲッターロボG                  | 1975年    |                                                |
| GA-12          | ゲッターポセイドン                                      | ゲッターロボG                  | 1975年    |                                                |
| GA-13          | 仮面ライダーストロンガー                                | 仮面ライダーストロンガー       | 1975年    |                                                |
| GA-14          | ロボコン                                                | がんばれ!!ロボコン             | 1975年    |                                                |
| GA-14R         | ロボコン復刻版                                          | がんばれ!!ロボコン             | 1999年    |                                                |
| GA-14RG        | キンキラリンロボコン                                    | がんばれ!!ロボコン             | 1999年    |                                                |
| GA-15          | ガンツせんせい                                          | がんばれ!!ロボコン             | 1975年    |                                                |
| GA-16          | ロボパー                                                | がんばれ!!ロボコン             | 1975年    |                                                |
| GA-17          | ロボトン                                                | がんばれ!!ロボコン             | 1975年    |                                                |
| GA-18          | ロボガリ                                                | がんばれ!!ロボコン             | 1975年    |                                                |
| GA-19          | ロボドロ                                                | がんばれ!!ロボコン             | 1975年    |                                                |
| GA-20          | ロボワル                                                | がんばれ!!ロボコン             | 1975年    |                                                |
| GA-21          | ロビンちゃん                                            | がんばれ!!ロボコン             | 1975年    |                                                |
| GA-22          | ロボプー                                                | がんばれ!!ロボコン             | 1975年    |                                                |
| GA-23          | ロボクイ                                                | がんばれ!!ロボコン             | 1975年    |                                                |
| GA-24          | ロボショー                                              | がんばれ!!ロボコン             | 1975年    |                                                |
| GA-25          | ロボぺチャ                                              | がんばれ!!ロボコン             | 1975年    |                                                |
| GA-26          | ロボピョン                                              | がんばれ!!ロボコン             | 1975年    |                                                |
| GA-27          | ロボガキ                                                | がんばれ!!ロボコン             | 1975年    |                                                |
| GA-28          | ロボメカ                                                | がんばれ!!ロボコン             | 1975年    |                                                |
| GA-29          | ロボゲラ                                                | がんばれ!!ロボコン             | 1975年    |                                                |
| GA-30          | アカレンジャー                                          | 秘密戦隊ゴレンジャー           | 1975年    |                                                |
| GA-31          | アオレンジャー                                          | 秘密戦隊ゴレンジャー           | 1975年    |                                                |
| GA-32          | キレンジャー                                            | 秘密戦隊ゴレンジャー           | 1975年    |                                                |
| GA-33          | モモレンジャー                                          | 秘密戦隊ゴレンジャー           | 1975年    |                                                |
| GA-34          | ミドレンジャー                                          | 秘密戦隊ゴレンジャー           | 1975年    |                                                |
| GA-35          | ロボカー                                                | がんばれ!!ロボコン             | 1976年    |                                                |
| GA-36          | ロボイヌ                                                | がんばれ!!ロボコン             | 1976年    |                                                |
| GA-37          | DELUXE UFOロボ グレンダイザー                           | UFOロボ グレンダイザー         | 1976年    | スペイザーとの別売り版も存在する               |
| GA-38          | メカニックロボコン                                      | がんばれ!!ロボコン             | 1976年    |                                                |
| GA-39          | ロボリキ                                                | がんばれ!!ロボコン             | 1976年    |                                                |
| GA-40          | ロボメロ                                                | がんばれ!!ロボコン             | 1976年    |                                                |
| GA-41          | ロボビン                                                | がんばれ!!ロボコン             | 1976年    |                                                |
| GA-42          | ロボデキ                                                | がんばれ!!ロボコン             | 1976年    |                                                |
| GA-43          | ロボチョイ                                              | がんばれ!!ロボコン             | 1976年    |                                                |
| GA-44          | ロボぺケ                                                | がんばれ!!ロボコン             | 1976年    |                                                |
| GA-45          | 電光カゲスター                                          | ザ・カゲスター                 | 1976年    |                                                |
| GA-46          | DELUXEスペードエース                                    | ジャッカー電撃隊               | 1977年    |                                                |
| GA-47          | スカイゼル                                              | 宇宙鉄人キョーダイン           | 1976年    |                                                |
| GA-48          | グランゼル                                              | 宇宙鉄人キョーダイン           | 1976年    |                                                |
| GA-49          | ゴンべス                                                | 宇宙鉄人キョーダイン           | 1976年    |                                                |
| GA-50          | DELUXE大空魔竜ガイキング                                | 大空魔竜ガイキング             | 1976年    |                                                |
| GA-51          | ガイキング                                              | 大空魔竜ガイキング             | 1976年    | スタンダード                                   |
| GA-52          | 大空魔竜                                                | 大空魔竜ガイキング             | 1976年    | スタンダード                                   |
| GA-53          | ガンガラガンちゃん                                      | ロボット110番                  | 1977年    |                                                |
| GA-54          | 超電磁ロボ コン・バトラーV                              | 超電磁ロボ コン・バトラーV     | 1976年    | スタンダード                                   |
| GA-55          | 火忍キャプター7                                         | 忍者キャプター                 | 1976年    |                                                |
| GA-56          | 雷忍キャプター1                                         | 忍者キャプター                 | 1976年    |                                                |
| GA-57          | 水忍キャプター2                                         | 忍者キャプター                 | 1976年    |                                                |
| GA-58          | 花忍キャプター3                                         | 忍者キャプター                 | 1976年    |                                                |
| GA-59          | 土忍キャプター4                                         | 忍者キャプター                 | 1976年    |                                                |
| GA-60          | 金忍キャプター5                                         | 忍者キャプター                 | 1976年    |                                                |
| GA-61          | 風忍キャプター6                                         | 忍者キャプター                 | 1976年    |                                                |
| GA-62          | 鉄腕アトム                                              | 鉄腕アトム                     | 1977年    | 名作シリーズ                                   |
| GA-63          | 鉄人28号                                                | 鉄人28号                       | 1977年    | 名作シリーズ                                   |
| GA-64          | オバケのQ太郎                                           | オバケのQ太郎                  | 1977年    | 名作シリーズ                                   |
| GA-65          | 黄金バット                                              | 黄金バット(紙芝居)             | 1977年    | 名作シリーズ                                   |
| GA-66          | 月光仮面                                                | 月光仮面                       | 1977年    | 名作シリーズ                                   |
| GA-68          | 一休さん                                                | 一休さん(昔話)                 | 1977年    | 名作シリーズ                                   |
| GA-69          | 一寸法師                                                | 一寸法師(昔話)                 | 1977年    | 名作シリーズ                                   |
| GA-71          | トッポジージョ                                          | トッポジージョ                 | 1977年    | 名作シリーズ                                   |
| GA-72          | のらくろ                                                | のらくろ                       | 1977年    | 名作シリーズ                                   |
| GA-73          | タイガー・マスク                                        | タイガーマスク                 | 1977年    | 名作シリーズ                                   |
| GA-74          | 桃太郎                                                  | 桃太郎(昔話)                   | 1977年    | 名作シリーズ                                   |
| GA-76          | 仮面ライダー1号                                         | 仮面ライダー                   | 1977年    | 名作シリーズ                                   |
| GA-77          | 赤胴鈴之助                                              | 赤胴鈴之助                     | 1977年    | 名作シリーズ                                   |
| GA-78          | 惑星ロボダンガードA                                     | 惑星ロボダンガードA            | 1977年    | スタンダード                                   |
| GA-79          | DELUXE惑星ロボダンガードA                               | 惑星ロボダンガードA            | 1977年    |                                                |
| GA-80          | 超電磁マシーンボルテスV                                 | 超電磁マシーンボルテスV        | 1977年    | スタンダード                                   |
| GA-81          | DELUXE大鉄人17                                          | 大鉄人17                       | 1977年    |                                                |
| GA-82          | ジェッターマルス                                        | ジェッターマルス               | 1977年    | スタンダード                                   |
| GA-83          | DELUXE BDジェッターマルス                               | ジェッターマルス               | 1977年    |                                                |
| GA-84          | 闘将ダイモス                                            | 闘将ダイモス                   | 1978年    | スタンダード                                   |
| GA-85          | DX闘将ダイモス                                          | 闘将ダイモス                   | 1978年    |                                                |
| GA-86          | ジャン・クーゴ                                          | SF西遊記スタージンガー         | 1978年    |                                                |
| GA-87          | サー・ジョーゴ                                          | SF西遊記スタージンガー         | 1978年    |                                                |
| GA-88          | ドン・ハッカ                                            | SF西遊記スタージンガー         | 1978年    |                                                |
| GA-89          | レオパルドン                                            | スパイダーマン                 | 1978年    | スタンダード                                   |
| GA-90          | DXレオパルドン                                          | スパイダーマン                 | 1978年    |                                                |
| GA-91          | トント                                                  | 宇宙からのメッセージ・銀河大戦 | 1978年    |                                                |
| GA-92          | パイマー                                                | 科学忍者隊ガッチャマンII       | 1978年    |                                                |
| GA-93          | メカゴジラ                                              | ゴジラ対メカゴジラ             | 1978年    |                                                |
| GA-94          | キングジョー                                            | ウルトラセブン                 | 1978年    |                                                |
| GA-95          | ウルトラマン                                            | ウルトラマン                   | 1978年    |                                                |
| GA-96          | ウルトラセブン                                          | ウルトラセブン                 | 1978年    |                                                |
| GA-97          | グラッグ                                                | キャプテン・フューチャー       | 1978年    |                                                |
| GA-98          | ウルトラマンタロウ                                      | ウルトラマンタロウ             | 1978年    |                                                |
| GA-99          | 未来ロボ ダルタニアス                                   | 未来ロボ ダルタニアス          | 1979年    | スタンダード                                   |
| ―              | DX未来合体ダルタニアス                                  | 未来ロボ ダルタニアス          | 1979年    | [注釈 9]                                       |
| ―              | DX未来合体ダルタニアス ブラック                         | 未来ロボ ダルタニアス          | 1979年    |                                                |
| GB-01          | ミライマン アトラウス                                   | 未来ロボ ダルタニアス          | 1979年    | [注釈 10]                                      |
| GB-02          | ミライオン ベラリオス                                   | 未来ロボ ダルタニアス          | 1979年    | [注釈 10]                                      |
| GB-03          | バトルフィーバー                                        | バトルフィーバーJ              | 1979年    | 1984年、1986年、1988年に再販された。 [注釈 11] |
| GB-04          | ザ☆ウルトラマン                                         | ザ☆ウルトラマン                | 1979年    |                                                |
| GB-04          | ガチャガチャドラえもん                                  | ドラえもん                     | 1979年    |                                                |
| GB-04          | 帰ってきたガチャガチャドラえもん1979復刻版              | ドラえもん                     | 2006年    | [注釈 12]                                      |
| GB-06          | プロテッサー                                            | 闘士ゴーディアン               | 1979年    | スタンダード [注釈 13]                         |
| GB-07          | デリンガー                                              | 闘士ゴーディアン               | 1979年    | スタンダード [注釈 13]                         |
| GB-08          | ガービン                                                | 闘士ゴーディアン               | 1979年    | スタンダード [注釈 13]                         |
| GB-09          | プロテッサー                                            | 闘士ゴーディアン               | 1979年    | [注釈 14]                                      |
| GB-10          | デリンガー                                              | 闘士ゴーディアン               | 1979年    | [注釈 14]                                      |
| GB-11          | ガービン                                                | 闘士ゴーディアン               | 1979年    | [注釈 14]                                      |
| GB-12          | 仮面ライダー (スカイライダー)                           | 仮面ライダー (スカイライダー)  | 1979年    |                                                |
| GB-13          | クリント                                                | 闘士ゴーディアン               | 1979年    |                                                |
| GB-14          | DXダイデンジン                                          | 電子戦隊デンジマン             | 1980年    | 1984年、1988年に再販された。                   |
| GB-15          | ダイデンジン                                            | 電子戦隊デンジマン             | 1980年    | スタンダード                                   |
| GB-16          | デンジレッド                                            | 電子戦隊デンジマン             | 1980年    |                                                |
| GB-16          | デンジブルー                                            | 電子戦隊デンジマン             | 1980年    |                                                |
| GB-16          | デンジイエロー                                          | 電子戦隊デンジマン             | 1980年    |                                                |
| GB-16          | デンジグリーン                                          | 電子戦隊デンジマン             | 1980年    |                                                |
| GB-16          | デンジピンク                                            | 電子戦隊デンジマン             | 1980年    |                                                |
| GB-17          | 宇宙大帝ゴッドシグマ                                    | 宇宙大帝ゴッドシグマ           | 1980年    | スタンダード                                   |
| GB-18          | 空雷王                                                  | 宇宙大帝ゴッドシグマ           | 1980年    | [注釈 15]                                      |
| GB-19          | 海鳴王                                                  | 宇宙大帝ゴッドシグマ           | 1980年    | [注釈 15]                                      |
| GB-20          | 陸震王                                                  | 宇宙大帝ゴッドシグマ           | 1980年    | [注釈 15]                                      |
| GB-21          | ウルトラマン80                                          | ウルトラマン80                 | 1980年    |                                                |
| GB-22          | もてもてドラミちゃん                                    | ドラえもん                     | 1980年    |                                                |
| GB-23          | 鉄人28号                                                | 鉄人28号(1980年版)             | 1980年    | スタンダード                                   |
| GB-24          | DX鉄人28号                                              | 鉄人28号(1980年版)             | 1980年    |                                                |
| GB-25          | DXサイザンス                                            | とんでも戦士ムテキング         | 1980年    |                                                |
| GB-26          | コンチュータ―                                           | とんでも戦士ムテキング         | 1980年    |                                                |
| GB-27          | メデタイン                                              | とんでも戦士ムテキング         | 1980年    |                                                |
| GB-28          | トカゲッテル                                            | とんでも戦士ムテキング         | 1980年    |                                                |
| GB-29          | とんでも戦士ムテキング                                  | とんでも戦士ムテキング         | 1980年    |                                                |
| GB-30          | タコロー                                                | とんでも戦士ムテキング         | 1980年    |                                                |
| GB-31          | 仮面ライダースーパー1                                   | 仮面ライダースーパー1          | 1980年    |                                                |
| GB-32          | DX太陽合体サンバルカン                                  | 太陽戦隊サンバルカン           | 1981年    | 1988年に再販された。 [注釈 16]                 |
| GB-33          | 太陽戦隊サンバルカン                                    | 太陽戦隊サンバルカン           | 1981年    | スタンダード [注釈 17]                         |
| GB-34          | バルイーグル                                            | 太陽戦隊サンバルカン           | 1981年    |                                                |
| GB-34          | バルシャーク                                            | 太陽戦隊サンバルカン           | 1981年    |                                                |
| GB-34          | バルパンサー                                            | 太陽戦隊サンバルカン           | 1981年    |                                                |
| GB-35          | 百獣王ゴライオン                                        | 百獣王ゴライオン               | 1981年    | スタンダード                                   |
| GB-36          | DX未来獣合体 百獣王ゴライオン                           | 百獣王ゴライオン               | 1981年    |                                                |
| GB-37          | クリスタルカット 黄金戦士ゴールドライタン キューブ&ロボ | 黄金戦士ゴールドライタン       | 1981年    | [注釈 18]                                      |
| GB-38          | クリスタルカット スコープライタン                       | 黄金戦士ゴールドライタン       | 1981年    | [注釈 18]                                      |
| GB-40          | クリスタルカット タイムライタン                         | 黄金戦士ゴールドライタン       | 1981年    | [注釈 19]                                      |
| GB-40          | クリスタルカット 復刻版タイムライタンS                  | 黄金戦士ゴールドライタン       | 2008年1月 | [注釈 20]                                      |
| GB-41          | クリスタルカット デンジライタン                         | 黄金戦士ゴールドライタン       | 1981年    | [注釈 21]                                      |
| GB-42          | クリスタルカット メカニックライタン                     | 黄金戦士ゴールドライタン       | 1981年    | [注釈 22]                                      |
| GB-43          | 怪物くん                                                | 怪物くん                       | 1981年    | スタンダード                                   |
| GB-44          | DX怪物くん                                              | 怪物くん                       | 1981年    |                                                |
| GB-45          | ムテキンメカ                                            | とんでも戦士ムテキング         | 1981年    |                                                |
| GB-46          | んちゃ.アラレちゃん                                     | Dr.スランプ アラレちゃん       | 1981年    |                                                |
| GB-52          | ROBOT POMPIEET                                          | ULYSSES 31                     | 1981年    | 日本未発売。                                   |
| GB-53          | タイガーマスク二世                                      | タイガーマスク二世             | 1981年    | パッケージは実写。                             |
| GB-55          | DX電磁合体 超電磁ロボ コン・バトラーV                   | 超電磁ロボ コン・バトラーV     | 1982年    | [注釈 23]                                      |
| GB-56          | ゴッドガイヤ―                                           | 六神合体ゴッドマーズ           | 1982年    | [注釈 24]                                      |
| GB-57          | マジンスフィンクス                                      | 六神合体ゴッドマーズ           | 1982年    | [注釈 24]                                      |
| GB-58          | マジンウラヌス                                          | 六神合体ゴッドマーズ           | 1982年    | [注釈 24]                                      |
| GB-59          | マジンタイタン                                          | 六神合体ゴッドマーズ           | 1982年    | [注釈 24]                                      |
| GB-60          | マジンシン                                              | 六神合体ゴッドマーズ           | 1982年    | [注釈 24]                                      |
| GB-61          | マジンラー                                              | 六神合体ゴッドマーズ           | 1982年    | [注釈 24]                                      |
| GB-62          | ロボットはっちゃん                                      | ロボットはっちゃん             | 1981年    |                                                |
| GB-63          | エバポリス                                              | ロボットはっちゃん             | 1981年    |                                                |
| GB-64          | ポストーラー                                            | ロボットはっちゃん             | 1981年    |                                                |
| GB-65          | テレコミー                                              | ロボットはっちゃん             | 1981年    |                                                |
| GB-66          | ヤキソーラー                                            | ロボットはっちゃん             | 1981年    |                                                |
| GB-67          | 六神合体ゴッドマーズ                                    | 六神合体ゴッドマーズ           | 1981年    | スタンダード                                   |
| GB-68          | DX六神合体ゴッドマーズ                                  | 六神合体ゴッドマーズ           | 1981年    |                                                |
| GB-69          | 大戦隊ゴーグルファイブ                                  | 大戦隊ゴーグルファイブ         | 1982年    | スタンダード [注釈 25]                         |
| GB-70          | DX大戦隊ゴーグルファイブ クロスインボックス             | 大戦隊ゴーグルファイブ         | 1982年    | 1988年に再販された。 [注釈 26]                 |
| GB-71          | ゴーグルレッド                                          | 大戦隊ゴーグルファイブ         | 1982年    |                                                |
| GB-71          | ゴーグルブラック                                        | 大戦隊ゴーグルファイブ         | 1982年    |                                                |
| GB-71          | ゴーグルブルー                                          | 大戦隊ゴーグルファイブ         | 1982年    |                                                |
| GB-71          | ゴーグルイエロー                                        | 大戦隊ゴーグルファイブ         | 1982年    |                                                |
| GB-71          | ゴーグルピンク                                          | 大戦隊ゴーグルファイブ         | 1982年    |                                                |
| GB-72          | DX機甲合体ダイラガーXV                                  | 機甲艦隊ダイラガーXV           | 1982年    |                                                |
| GB-73          | 機甲艦隊ダイラガーXV                                    | 機甲艦隊ダイラガーXV           | 1982年    | スタンダード                                   |
| GB-74          | DXドルギラン                                            | 宇宙刑事ギャバン               | 1982年    |                                                |
| GB-75          | 電子星獣ドル                                            | 宇宙刑事ギャバン               | 1982年    | スタンダード                                   |
| GB-76          | 大戦隊ゴーグルファイブ                                  | 大戦隊ゴーグルファイブ         | 1982年    | スタンダード2期 [注釈 27]                      |
| GB-78          | PSI                                                     | IL ĒTAIT UNE FOIS... L'ESPACE  | 1982年    | 日本未発売。                                   |
| GB-81          | コインライタン                                          | ライタンシリーズ               | 1982年    | [注釈 28]                                      |
| GB-82          | プリントライタン                                        | ライタンシリーズ               | 1982年    |                                                |
| GB-83          | ライトライタン                                          | ライタンシリーズ               | 1982年    | [注釈 29]                                      |
| GB-84          | カッターライタン                                        | ライタンシリーズ               | 1982年    | [注釈 29]                                      |
| GB-85          | メートルライタン                                        | ライタンシリーズ               | 1982年    | [注釈 29]                                      |
| GB-86          | クリスタルカット アイシーライタン                       | 黄金戦士ゴールドライタン       | 1982年    | [注釈 30]                                      |
| GB-87          | リアルタイプシリーズ 六神合体ゴッドマーズ               | 六神合体ゴッドマーズ           | 1982年    |                                                |
| GB-88          | カスタムタイプシリーズ 六神合体ゴッドマーズ             | 六神合体ゴッドマーズ           | 1982年    |                                                |
| GB-89          | コレクションタイプシリーズ 六神合体ゴッドマーズ         | 六神合体ゴッドマーズ           | 1982年    |                                                |
| GB-90          | コレクションシタイプリーズ バキューム                   | 六神合体ゴッドマーズ           | 1982年    |                                                |
| GB-91          | コレクションタイプシリーズ コールガッチ                 | 六神合体ゴッドマーズ           | 1982年    |                                                |
| GB-92          | コレクションタイプシリーズ バルバラ                     | 六神合体ゴッドマーズ           | 1982年    |                                                |
| GB-93          | コレクションタイプシリーズ グルダー                     | 六神合体ゴッドマーズ           | 1982年    |                                                |
| GB-94          | バッテンロボ丸                                          | バッテンロボ丸                 | 1982年    |                                                |
| GB-95          | ダイナレッド                                            | 科学戦隊ダイナマン             | 1983年    |                                                |
| GB-95          | ダイナブラック                                          | 科学戦隊ダイナマン             | 1983年    |                                                |
| GB-95          | ダイナブルー                                            | 科学戦隊ダイナマン             | 1983年    |                                                |
| GB-95          | ダイナイエロー                                          | 科学戦隊ダイナマン             | 1983年    |                                                |
| GB-95          | ダイナピンク                                            | 科学戦隊ダイナマン             | 1983年    |                                                |
| GB-96          | DXダイナロボ ダイナインボックス                         | 科学戦隊ダイナマン             | 1983年    | 1988年に再販された。                           |
| GB-97          | ダイナロボ                                              | 科学戦隊ダイナマン             | 1983年    | スタンダード                                   |
| GB-98          | リアルタイプシリーズ ダイナロボ                         | 科学戦隊ダイナマン             | 1983年    |                                                |
| GC-01          | DX超次元戦闘母艦グランドバース                          | 宇宙刑事シャリバン             | 1983年    |                                                |
| GC-02          | 超次元戦闘母艦グランドバース                            | 宇宙刑事シャリバン             | 1983年    | スタンダード                                   |
| GC-03          | 光速電神アルベガス                                      | 光速電神アルベガス             | 1983年    | スタンダード                                   |
| GC-04          | DXアルベガス デンジンボックス                           | 光速電神アルベガス             | 1983年    |                                                |
| GC-06          | 宇宙刑事シャリバン                                      | 宇宙刑事シャリバン             | 1983年    |                                                |
| GC-07          | ウルトラセブン                                          | ウルトラセブン                 | 1983年    |                                                |
| GC-08          | グルグルパーマン                                        | パーマン                       | 1983年    |                                                |
| GC-09          | メタルロボ55[注釈 31]                                   | 科学戦隊ダイナマン             | 1983年    |                                                |
| GC-10          | 星雲仮面マシンマン                                      | 星雲仮面マシンマン             | 1984年    |                                                |
| GC-11          | バイオレッド1                                           | 超電子バイオマン               | 1984年    | 作品内での呼称はレッドワン。                   |
| GC-11          | バイオグリーン2                                         | 超電子バイオマン               | 1984年    | 作品内での呼称はグリーンツー。                 |
| GC-11          | バイオブルー3                                           | 超電子バイオマン               | 1984年    | 作品内での呼称はブルースリー。                 |
| GC-11          | バイオイエロー4                                         | 超電子バイオマン               | 1984年    | 作品内での呼称はイエローフォー。               |
| GC-11          | バイオピンク5                                           | 超電子バイオマン               | 1984年    | 作品内での呼称はピンクファイブ。               |
| GC-12          | バイオロボ                                              | 超電子バイオマン               | 1984年    | スタンダード                                   |
| GC-13          | DX電子合体バイオロボ                                    | 超電子バイオマン               | 1984年    | 1988年に再販された。                           |
| GC-14          | 宇宙刑事シャイダー                                      | 宇宙刑事シャイダー             | 1984年    |                                                |
| GC-15          | ビデオ戦士レザリオン                                    | ビデオ戦士レザリオン           | 1984年    | スタンダード                                   |
| GC-16          | 超次元戦闘母艦バビロス                                  | 宇宙刑事シャイダー             | 1984年    | スタンダード                                   |
| GC-17          | 超電送ロボDXレザリオン                                  | ビデオ戦士レザリオン           | 1984年    |                                                |
| GC-17B         | フルアーマー超電送ロボDXレザリオン                      | ビデオ戦士レザリオン           | 1984年    |                                                |
| GC-18          | メタルナ マイルドボーイ マイルドロボ                    | 「マイルドニッカ」CM           | 1984年    |                                                |
| GC-19          | メタルナ マイルドガール マイルドロボ                    | 「マイルドニッカ」CM           | 1984年    |                                                |
| GC-20          | DX超次元戦闘母艦バビロス                                | 宇宙刑事シャイダー             | 1984年    |                                                |
| GC-21          | 夢戦士ウイングマン                                      | 夢戦士ウイングマン             | 1984年    |                                                |
| GC-22          | DX星銃士ビスマルク                                      | 星銃士ビスマルク               | 1984年    |                                                |
| GC-23          | ビスマルク                                              | 星銃士ビスマルク               | 1984年    | スタンダード                                   |
| GC-24          | チェンジドラゴン                                        | 電撃戦隊チェンジマン           | 1985年    |                                                |
| GC-24          | チェンジグリフォン                                      | 電撃戦隊チェンジマン           | 1985年    |                                                |
| GC-24          | チェンジペガサス                                        | 電撃戦隊チェンジマン           | 1985年    |                                                |
| GC-24          | チェンジマーメイド                                      | 電撃戦隊チェンジマン           | 1985年    |                                                |
| GC-24          | チェンジフェニックス                                    | 電撃戦隊チェンジマン           | 1985年    |                                                |
| GC-25          | 巨獣特捜ジャスピオン                                    | 巨獣特捜ジャスピオン           | 1985年    |                                                |
| GC-26          | DXバイクロッサーケン                                    | 兄弟拳バイクロッサー           | 1985年    | [注釈 32]                                      |
| GC-27          | DX電撃合体チェンジロボ                                  | 電撃戦隊チェンジマン           | 1985年    | 1988年に再販された。 [注釈 33]                 |
| GC-28          | チェンジロボ                                            | 電撃戦隊チェンジマン           | 1985年    | スタンダード                                   |
| GC-29          | DXダイレオン                                            | 巨獣特捜ジャスピオン           | 1985年    |                                                |
| GC-30          | DX超獣合身ダンクーガ                                    | 超獣機神ダンクーガ             | 1985年    |                                                |
| GC-31          | 超獣機神ダンクーガ                                      | 超獣機神ダンクーガ             | 1985年    | スタンダード                                   |
| GC-32          | 忍者戦士飛影                                            | 忍者戦士飛影                   | 1985年    |                                                |
| GC-33          | フラッシュキング                                        | 超新星フラッシュマン           | 1986年    | スタンダード                                   |
| GC-34          | DXフラッシュキング フラッシュインボックス               | 超新星フラッシュマン           | 1986年    | 1988年に再販された。                           |
| GC-35          | レッドフラッシュ                                        | 超新星フラッシュマン           | 1986年    |                                                |
| GC-36          | ブルーフラッシュ                                        | 超新星フラッシュマン           | 1986年    |                                                |
| GC-37          | グリーンフラッシュ                                      | 超新星フラッシュマン           | 1986年    |                                                |
| GC-38          | イエローフラッシュ                                      | 超新星フラッシュマン           | 1986年    |                                                |
| GC-39          | ピンクフラッシュ                                        | 超新星フラッシュマン           | 1986年    |                                                |
| 品名                                | 発売年           | 概要                                           |
| 光戦隊マスクマン                    | 光戦隊マスクマン | 光戦隊マスクマン                               |
| ----------------------------------- | ---------------- | ---------------------------------------------- |
| レッドマスクマン                    | 1987年           |                                                |
| ブラックマスクマン                  | 1987年           |                                                |
| ブルーマスクマン                    | 1987年           |                                                |
| イエローマスクマン                  | 1987年           |                                                |
| ピンクマスクマン                    | 1987年           |                                                |
| グレートファイブ                    | 1987年           | スタンダード                                   |
| DX光速合体グレートファイブ          | 1987年           | 1988年に再販された。                           |
| 仮面ライダーBLACK                   |                  |                                                |
| 仮面ライダーBLACK                   | 1987年           |                                                |
| シャドームーン                      | 1988年           |                                                |
| 仮面ライダー倶楽部                  |                  |                                                |
| ボンボンライダー 仮面ライダー1号    | 1987年           |                                                |
| ボンボンライダー 仮面ライダーV3     | 1987年           |                                                |
| 超獣戦隊ライブマン                  |                  |                                                |
| レッドファルコン                    | 1988年           |                                                |
| イエローライオン                    | 1988年           |                                                |
| ブルードルフィン                    | 1988年           |                                                |
| ブラックバイソン                    | 1988年           |                                                |
| グリーンサイ                        | 1988年           |                                                |
| DX超獣合体ライブロボ                | 1988年           |                                                |
| 仮面ライダーBLACK RX                |                  |                                                |
| 仮面ライダーBLACK RX                | 1988年           |                                                |
| ロボライダー                        | 1989年           |                                                |
| バイオライダー                      | 1989年           |                                                |
| 機動刑事ジバン                      |                  |                                                |
| ジバン                              | 1989年           |                                                |
| 高速戦隊ターボレンジャー            |                  |                                                |
| レッドターボレンジャー              | 1989年           |                                                |
| ブラックターボレンジャー            | 1989年           |                                                |
| ブルーターボレンジャー              | 1989年           |                                                |
| イエローターボレンジャー            | 1989年           |                                                |
| ピンクターボレンジャー              | 1989年           |                                                |
| DX五連合体ターボロボ                | 1989年           |                                                |
| 悪魔くん                            |                  |                                                |
| 電子超合金 悪魔くん                 | 1989年           |                                                |
| 電子超合金 メフィスト2世            | 1989年           |                                                |
| 地球戦隊ファイブマン                |                  |                                                |
| ファイブレッド                      | 1990年           |                                                |
| ファイブブルー                      | 1990年           |                                                |
| ファイブブラック                    | 1990年           |                                                |
| ファイブピンク                      | 1990年           |                                                |
| ファイブイエロー                    | 1990年           |                                                |
| DXファイブロボ グレートインボックス | 1990年           |                                                |
| マックスマグマ                      | 1990年           |                                                |
| 鳥人戦隊ジェットマン                |                  |                                                |
| レッドホーク                        | 1991年           |                                                |
| ブラックコンドル                    | 1991年           |                                                |
| イエローオウル                      | 1991年           |                                                |
| ホワイトスワン                      | 1991年           |                                                |
| ブルースワロー                      | 1991年           |                                                |
| DX天空合体ジェットイカロス          | 1991年           |                                                |
| 恐竜戦隊ジュウレンジャー            |                  |                                                |
| ティラノレンジャー                  | 1992年           | 光る超合金シリーズ                             |
| マンモスレンジャー                  | 1992年           | 光る超合金シリーズ                             |
| トリケラレンジャー                  | 1992年           | 光る超合金シリーズ                             |
| タイガーレンジャー                  | 1992年           | 光る超合金シリーズ                             |
| プテラレンジャー                    | 1992年           | 光る超合金シリーズ                             |
| ドラゴンレンジャー                  | 1992年           | 光る超合金シリーズ                             |
| アームドティラノレンジャー          | 1992年           | 光る超合金シリーズ                             |
| スーパー戦隊 戦隊ロボコレクション   |                  |                                                |
| 1 大獣神                            | 1992年           |                                                |
| 2 ジェットイカロス                  | 1992年           |                                                |
| 3 ターボロボ                        | 1992年           |                                                |
| 4 ライブロボ                        | 1992年           |                                                |
| 5 バイオロボ                        | 1992年           |                                                |
| 6 ダイナロボ                        | 1992年           |                                                |
| 7 サンバルカンロボ                  | 1992年           |                                                |
| 1 ゴールド大獣神                    | 1992年           | 「戦隊ロボコレクションスーパーセット」に付属。 |
| 8 バトルフィーバー                  | 1993年           |                                                |
| 9 ダイデンジン                      | 1993年           |                                                |
| 10 ゴーグルロボ                     | 1993年           |                                                |
| 11 ジェットガルーダ                 | 1993年           |                                                |
| 12 剛龍神                           | 1993年           |                                                |
| 13 龍星王                           | 1993年           |                                                |
| 14 大連王                           | 1993年           |                                                |
| 五星戦隊ダイレンジャー              |                  |                                                |
| リュウレンジャー                    | 1993年           |                                                |
| シシレンジャー                      | 1993年           |                                                |
| テンマレンジャー                    | 1993年           |                                                |
| キリンレンジャー                    | 1993年           |                                                |
| ホウオウレンジャー                  | 1993年           |                                                |
| キバレンジャー                      | 1993年           |                                                |
| 忍者戦隊カクレンジャー              |                  |                                                |
| ニンジャレッド                      | 1994年           |                                                |
| ニンジャホワイト                    | 1994年           |                                                |
| ニンジャイエロー                    | 1994年           |                                                |
| ニンジャブルー                      | 1994年           |                                                |
| ニンジャブラック                    | 1994年           |                                                |

| 超合金ナンバー | 品名                                                                        | 出典                                            | 発売年    | 概要 |
| -------------- | --------------------------------------------------------------------------- | ----------------------------------------------- | --------- | --- |
| GA-100         | 機動戦士ガンダム                                                            | 機動戦士ガンダム                                | 1999年    | 「ポピー」名義で発売。                                                                                            |
| GA-100         | 機動戦士ガンダム ブラックバージョン                                         | 機動戦士ガンダム                                | 1999年    | 「ポピー」名義で発売。                                                                                            |
| GA-100         | 機動戦士ガンダム シルバーバージョン                                         | 機動戦士ガンダム                                | 1999年    | 「ポピー」名義で発売。                                                                                            |
| GD-01          | DX大甲神カブテリオス                                                        | ビーファイターカブト                            | 1996年    | |
| GD-02          | 両津勘吉                                                                    | こちら葛飾区亀有公園前派出所                    | 1996年    | |
| GD-02EX        | 両津勘吉 ブラックメッキバージョン                                           | こちら葛飾区亀有公園前派出所                    | 1996年    | |
| GD-02EX        | 両津勘吉 100巻記念黄金バージョン                                            | こちら葛飾区亀有公園前派出所                    | 1996年    | 限定100体 コミック購入者プレゼント非売品                                                                          |
| GD-02SP        | 両津勘吉 ”両さんのいる下町”特製 ブラックメッキバージョン                    | こちら葛飾区亀有公園前派出所                    | 1996年    | |
| GD-03          | DXゴッドライディーン                                                        | 超者ライディーン                                | 1997年    | |
| ―              | DXブラックゴッドライディーン                                                | 超者ライディーン                                | 1997年    | |
| GD-04          | メガレッドレンジャー                                                        | 電磁戦隊メガレンジャー                          | 1997年    | 『秘密戦隊ゴレンジャー』以来発売されていたスーパー戦隊シリーズの超合金ヒーローはこれが最後となった[3]。           |
| GD-05          | メガブラックレンジャー                                                      | 電磁戦隊メガレンジャー                          | 1997年    | 『秘密戦隊ゴレンジャー』以来発売されていたスーパー戦隊シリーズの超合金ヒーローはこれが最後となった[3]。           |
| GD-06          | メガブルーレンジャー                                                        | 電磁戦隊メガレンジャー                          | 1997年    | 『秘密戦隊ゴレンジャー』以来発売されていたスーパー戦隊シリーズの超合金ヒーローはこれが最後となった[3]。           |
| GD-07          | メガイエローレンジャー                                                      | 電磁戦隊メガレンジャー                          | 1997年    | 『秘密戦隊ゴレンジャー』以来発売されていたスーパー戦隊シリーズの超合金ヒーローはこれが最後となった[3]。           |
| GD-08          | メガピンクレンジャー                                                        | 電磁戦隊メガレンジャー                          | 1997年    | 『秘密戦隊ゴレンジャー』以来発売されていたスーパー戦隊シリーズの超合金ヒーローはこれが最後となった[3]。           |
| GD-09          | メガシルバーレンジャー                                                      | 電磁戦隊メガレンジャー                          | 1997年    | 『秘密戦隊ゴレンジャー』以来発売されていたスーパー戦隊シリーズの超合金ヒーローはこれが最後となった[3]。           |
| GD-10          | スーパーチェンジシリーズ カブタックDXセット                                 | ビーロボカブタック                              | 1997年    | [注釈 34] |
| GD-11          | DX星獣合体ギンガイオー                                                      | 星獣戦隊ギンガマン                              | 1998年    | |
| GD-11B         | DX星獣合体ギンガイオー ブラックバージョン                                   | 星獣戦隊ギンガマン                              | 1998年    | |
| GD-12          | DX騎獣合身ブルタウラス                                                      | 星獣戦隊ギンガマン                              | 1998年    | |
| GD-13          | DX獣陸合体ギガライノス                                                      | 星獣戦隊ギンガマン                              | 1998年    | |
| GD-14          | DX獣空合体ギガフェニックス                                                  | 星獣戦隊ギンガマン                              | 1998年    | |
| GD-15          | DX緊急合体ビクトリーロボ                                                    | 救急戦隊ゴーゴーファイブ                        | 1999年    | |
| GD-15B         | DXビクトリーロボ ブラックバージョン                                         | 救急戦隊ゴーゴーファイブ                        | 1999年    | [注釈 35] |
| GD-16          | 可動戦士ガンダム                                                            | 機動戦士ガンダム                                | 1999年    | アムロ・レイのメタリックフィギュアが付属。                                                                        |
| GD-17          | 超絶自動変形 大鉄人17                                                       | 大鉄人17                                        | 1999年    | |
| GD-18          | DX流星合体ビクトリーマーズ                                                  | 救急戦隊ゴーゴーファイブ                        | 1999年    | |
| GD-19          | 燃えろ!!ロボコン                                                            | 燃えろ!!ロボコン                                | 1999年    | |
| GD-20          | 可動戦士シャア専用ザク                                                      | 機動戦士ガンダム                                | 1999年    | シャア・アズナブルのメタリックフィギュアが付属。                                                                  |
| GD-21          | DX百獣合体ガオキング                                                        | 百獣戦隊ガオレンジャー                          | 2001年    | |
| GD-21B         | DX百獣合体ガオキング ブラックバージョン                                     | 百獣戦隊ガオレンジャー                          | 2001年    | |
| GD-22          | 装着変身仮面ライダークウガ1                                                 | 仮面ライダークウガ                              | 2000年    | |
| GD-23          | 装着変身仮面ライダークウガ2                                                 | 仮面ライダークウガ                              | 2000年    | |
| GD-24          | 装着変身仮面ライダークウガ3                                                 | 仮面ライダークウガ                              | 2000年    | |
| GD-25          | 装着変身仮面ライダークウガ4                                                 | 仮面ライダークウガ                              | 2000年    | |
| GD-26          | 可動戦士量産型ザク                                                          | 機動戦士ガンダム                                | 2000年    | ドップが付属。 |
| GD-27          | 装着変身仮面ライダークウガ5                                                 | 仮面ライダークウガ                              | 2000年    | |
| GD-28          | 可動戦士ジム                                                                | 機動戦士ガンダム                                | 2000年    | ファンファンが付属。                                                                                              |
| GD-29          | 装着変身仮面ライダークウガ6                                                 | 仮面ライダークウガ                              | 2000年    | |
| GD-30          | 装着変身1 仮面ライダーアギト3フォームセット                                 | 仮面ライダーアギト                              | 2001年    | |
| GD-31          | 装着変身2 仮面ライダーG3                                                    | 仮面ライダーアギト                              | 2001年    | |
| GD-32          | 装着変身3 仮面ライダーギルス                                                | 仮面ライダーアギト                              | 2001年    | |
| GD-33          | 装着変身 仮面ライダークウガマイティフォーム                                 | 仮面ライダークウガ                              | 2001年    | |
| ―              | 装着変身 仮面ライダークウガ アメイジングマイティフォーム                    | 仮面ライダークウガ                              | 2002年    | 香港限定販売。 |
| GD-34          | 装着変身 仮面ライダー旧1号                                                  | 仮面ライダー                                    | 2001年    | |
| GD-35          | 装着変身 仮面ライダー新2号                                                  | 仮面ライダー                                    | 2001年    | |
| GD-36          | 装着変身 仮面ライダーV3                                                     | 仮面ライダーV3                                  | 2001年    | |
| GD-37          | 装着変身 仮面ライダーアマゾン                                               | 仮面ライダーアマゾン                            | 2001年    | |
| GD-38          | 装着変身 仮面ライダーストロンガー                                           | 仮面ライダーストロンガー                        | 2001年    | |
| GD-39          | 装着変身4 仮面ライダーG3-X                                                  | 仮面ライダーアギト                              | 2001年    | |
| GD-40          | 装着変身5 仮面ライダーアギト シャイニングフォーム                           | 仮面ライダーアギト                              | 2001年    | |
| ―              | 装着変身 仮面ライダーアギト シャイニングフォーム Limited Gold Edition       | 仮面ライダーアギト                              | 2003年    | 香港限定販売。 |
| GD-41          | DX百獣合体ガオゴッド                                                        | 百獣戦隊ガオレンジャー                          | 2001年    | |
| GD-42          | DX忍風合体旋風神                                                            | 忍風戦隊ハリケンジャー                          | 2002年    | |
| GD-43          | DX迅雷合体轟雷神                                                            | 忍風戦隊ハリケンジャー                          | 2002年    | |
| GD-44          | 可動戦士Zガンダム                                                           | 機動戦士Zガンダム                               | 2002年    | |
| GD-45          | メカゴジラ2003                                                              | ゴジラ×メカゴジラ                               | 2003年    | |
| GD-45M         | メカゴジラ2003 メッキバージョン                                             | ゴジラ×メカゴジラ                               | 2003年    | |
| GD-46          | 装着変身 仮面ライダー桜島1号                                                | 仮面ライダー                                    | 2002年    | ハピネットJP限定販売。                                                                                            |
| GD-47          | 装着変身 仮面ライダーストロンガーチャージアップ                             | 仮面ライダーストロンガー                        | 2002年    | ハピネットJP限定販売。                                                                                            |
| GD-48          | 装着変身 仮面ライダーショッカーライダー                                     | 仮面ライダー                                    | 2002年    | ハピネットJP限定販売。                                                                                            |
| GD-49          | DX轟雷旋風神 ブラックバージョン                                             | 忍風戦隊ハリケンジャー                          | 2002年    | |
| GD-50          | 装着変身 仮面ライダーG4                                                     | 仮面ライダーアギト PROJECT G4                   | 2003年    | ハピネットJP限定販売。                                                                                            |
| GD-51          | 装着変身 仮面ライダーエクシードギルス                                       | 仮面ライダーアギト                              | 2003年    | ハピネットJP限定販売。                                                                                            |
| GD-52          | 装着変身 仮面ライダーG3マイルド                                             | 仮面ライダーアギト                              | 2003年    | ハピネットJP限定販売。                                                                                            |
| GD-53          | 可動戦士百式                                                                | 機動戦士Zガンダム                               | 2003年    | |
| GD-54          | 装着変身 仮面ライダー新1号                                                  | 仮面ライダー                                    | 2003年    | トイズドリームプロジェクト限定販売。                                                                              |
| GD-55          | 装着変身 仮面ライダー旧2号                                                  | 仮面ライダー                                    | 2003年    | トイズドリームプロジェクト限定販売。                                                                              |
| GD-56          | メカゴジラ1974                                                              | ゴジラ対メカゴジラ                              | 2002年    | |
| GD-56M         | メカゴジラ1974 メッキバージョン                                             | ゴジラ対メカゴジラ                              | 2002年    | |
| GD-57          | メカゴジラ2004                                                              | ゴジラ×モスラ×メカゴジラ 東京SOS                | 2004年    | |
| GD-57          | メカゴジラ2004 メッキバージョン                                             | ゴジラ×モスラ×メカゴジラ 東京SOS                | 2004年    | |
| GD-57B         | メカゴジラ2004 ブラックバージョン                                           | ゴジラ×モスラ×メカゴジラ 東京SOS                | 2004年    | |
| GD-58          | ウルトラ超合金 ウルトラマン                                                 | ウルトラマン                                    | 2004年    | |
| GD-59          | ウルトラ超合金 ウルトラセブン                                               | ウルトラセブン                                  | 2004年    | |
| GD-60          | 可動戦士ZZガンダム                                                          | 機動戦士ガンダムZZ                              | 2003年    | |
| GD-61          | 装着変身 仮面ライダーファイズ                                               | 仮面ライダー555                                 | 2004年    | |
| GD-62          | 装着変身 仮面ライダーカイザ                                                 | 仮面ライダー555                                 | 2004年    | |
| GD-63          | 装着変身 仮面ライダー龍騎                                                   | 仮面ライダー龍騎                                | 2004年    | |
| GD-64          | 装着変身 仮面ライダーシザース                                               | 仮面ライダー龍騎                                | 2004年    | |
| GD-65          | 装着変身 仮面ライダーブレイド                                               | 仮面ライダー剣                                  | 2004年    | |
| GD-66          | 装着変身 仮面ライダーギャレン                                               | 仮面ライダー剣                                  | 2004年    | |
| GD-67          | ウルトラ超合金 帰ってきたウルトラマン                                       | 帰ってきたウルトラマン                          | 2004年    | |
| GD-68          | 装着変身 仮面ライダーカリス                                                 | 仮面ライダー剣                                  | 2004年    | |
| GD-69          | 装着変身 仮面ライダーレンゲル                                               | 仮面ライダー剣                                  | 2004年    | |
| GD-70          | 装着変身 仮面ライダーナイト                                                 | 仮面ライダー龍騎                                | 2004年    | |
| GD-71          | 装着変身 仮面ライダーライア                                                 | 仮面ライダー龍騎                                | 2004年    | |
| GD-72          | 装着変身 仮面ライダーデルタ                                                 | 仮面ライダー555                                 | 2004年    | |
| GD-73          | 装着変身 仮面ライダーサイガ                                                 | 劇場版 仮面ライダー555 パラダイス・ロスト       | 2004年    | |
| GD-74          | ウルトラ超合金 ウルトラマンA                                                | ウルトラマンA                                   | 2004年    | |
| GD-75          | ウルトラ超合金 ウルトラマンネクサス(ジュネッス)                             | ウルトラマンネクサス                            | 2004年    | |
| GD-76          | ガイガン2005                                                                | ゴジラ FINAL WARS                               | 2005年    | |
| GD-77          | 装着変身 仮面ライダー王蛇                                                   | 仮面ライダー龍騎                                | 2005年    | |
| GD-78          | 装着変身 仮面ライダーガイ                                                   | 仮面ライダー龍騎                                | 2005年    | |
| GD-79          | 装着変身 仮面ライダーヒビキ                                                 | 仮面ライダー響鬼                                | 2005年    | |
| GD-80          | 装着変身 仮面ライダーゾルダ                                                 | 仮面ライダー龍騎                                | 2005年    | |
| GD-81          | 装着変身 仮面ライダーインペラー                                             | 仮面ライダー龍騎                                | 2005年    | |
| GD-82          | 装着変身 仮面ライダーオーディン                                             | 仮面ライダー龍騎                                | 2005年    | |
| GD-83          | 装着変身 仮面ライダーベルデ                                                 | 仮面ライダー龍騎スペシャル 13RIDERS             | 2005年    | |
| GD-84          | 装着変身 仮面ライダーイブキ                                                 | 仮面ライダー響鬼                                | 2005年    | |
| GD-85          | 装着変身 仮面ライダートドロキ                                               | 仮面ライダー響鬼                                | 2005年    | |
| GD-86          | 装着変身 仮面ライダーブレイド キングフォーム                                | 仮面ライダー剣                                  | 2005年    | |
| GD-87          | 装着変身 仮面ライダーグレイブ                                               | 劇場版 仮面ライダー剣 MISSING ACE               | 2005年    | |
| GD-88          | 装着変身 仮面ライダーヒビキクレナイ                                         | 仮面ライダー響鬼                                | 2005年    | |
| GD-89          | 装着変身 宇宙刑事ギャバン                                                   | 宇宙刑事ギャバン                                | 2005年    | |
| GD-90          | 装着変身 仮面ライダーザンキ                                                 | 仮面ライダー響鬼                                | 2005年    | |
| GD-91          | 装着変身 仮面ライダータイガ                                                 | 仮面ライダー龍騎                                | 2005年    | |
| GD-92          | 装着変身 オルタナティブ                                                     | 仮面ライダー龍騎                                | 2005年    | |
| GD-92-0        | 装着変身 オルタナティブ・ゼロ                                               | 仮面ライダー龍騎                                | 2006年    | ハイパーホビー限定販売。                                                                                          |
| GD-92-0        | 装着変身 オルタナティブ・ゼロ スペシャルパック                              | 仮面ライダー龍騎                                | 2006年    | 「装着変身マニアックス」誌上限定販売。                                                                            |
| GD-93          | 装着変身 仮面ライダーアームドヒビキ                                         | 仮面ライダー響鬼                                | 2005年    | |
| GD-94          | 装着変身 仮面ライダーファム&仮面ライダーリュウガ                            | 劇場版 仮面ライダー龍騎 EPISODE FINAL           | 2005年    | |
| GD-95          | 装着変身 宇宙刑事シャリバン                                                 | 宇宙刑事シャリバン                              | 2006年    | |
| GD-96          | 装着変身 宇宙刑事シャイダー                                                 | 宇宙刑事シャイダー                              | 2006年    | |
| GD-97          | ウルトラ超合金 ウルトラマンタロウ                                           | ウルトラマンタロウ                              | 2005年    | |
| GD-98          | メカゴジラ1975                                                              | メカゴジラの逆襲                                | 2005年    | |
| GD-99          | DX創聖合体アクエリオン                                                      | 創聖のアクエリオン                              | 2005年    | |
| GD-99          | DX創聖合体アクエリオン(リニューアルパッケージ版)                            | 創聖のアクエリオン                              | 2008年3月 | |
| GD-99G         | DX創聖合体アクエリオン ゴールドバージョン                                   | 創聖のアクエリオン                              | 2005年    | 魂ウェブ商店限定販売。                                                                                            |
| GE-01          | DX強攻型アクエリオン                                                        | 創聖のアクエリオン                              | 2006年    | |
| GE-03          | ガチャガチャドラえもん                                                      | ドラえもん                                      | 2005年    | オプションを追加した「のび太の恐竜2006セット」も2006年に発売された。                                              |
| GE-03          | ガチャガチャドラえもん のび太の恐竜2006セット                               | ドラえもん のび太の恐竜2006                     | 2006年    | 2005年版にオプションを追加したもの。                                                                              |
| GE-04          | 装着変身 仮面ライダーカブト                                                 | 仮面ライダーカブト                              | 2006年    | |
| GE-05          | 装着変身 GARO                                                               | 牙狼-GARO-                                      | 2006年    | |
| GE-06          | 装着変身 仮面ライダーザビー                                                 | 仮面ライダーカブト                              | 2006年    | |
| GE-07          | 装着変身 仮面ライダー1号(仮面ライダー THE FIRST)                            | 仮面ライダー THE FIRST                          | 2006年    | |
| GE-08          | 装着変身 仮面ライダー2号(仮面ライダー THE FIRST)                            | 仮面ライダー THE FIRST                          | 2006年    | |
| GE-09          | ガメラ                                                                      | 小さき勇者たち〜ガメラ〜                        | 2006年    | |
| GE-10          | ガイキング LEGEND OF DAIKU-MARYU                                            | ガイキング LEGEND OF DAIKU-MARYU                | 2006年    | |
| GE-11          | 装着変身 仮面ライダードレイク                                               | 仮面ライダーカブト                              | 2006年    | |
| GE-12          | 装着変身 仮面ライダーサソード                                               | 仮面ライダーカブト                              | 2006年    | |
| GE-13          | 装着変身 仮面ライダーファイズ ブラスターフォーム                            | 仮面ライダー555                                 | 2006年    | |
| GE-14          | 装着変身 仮面ライダーオーガ                                                 | 劇場版 仮面ライダー555 パラダイス・ロスト       | 2006年    | |
| GE-15          | 装着変身 仮面ライダーガタック                                               | 仮面ライダーカブト                              | 2006年    | |
| GE-16          | 装着変身 仮面ライダーBLACK                                                  | 仮面ライダーBLACK                               | 2006年    | |
| GE-17          | 装着変身 仮面ライダーカブト(ハイパーフォーム)                               | 仮面ライダーカブト                              | 2006年    | |
| GE-18          | 装着変身 仮面ライダーBLACK RX                                               | 仮面ライダーBLACK RX                            | 2006年    | |
| GE-19          | 装着変身 シャドームーン                                                     | 仮面ライダーBLACK                               | 2006年    | |
| GE-20          | 装着変身 仮面ライダーファイズ アクセルフォーム                              | 仮面ライダー555                                 | 2007年    | 「装着変身大全」誌上限定販売。                                                                                    |
| GE-21          | 装着変身 仮面ライダー電王 ソードフォーム                                    | 仮面ライダー電王                                | 2007年    | |
| GE-22          | 装着変身 仮面ライダー電王 アックスフォーム                                  | 仮面ライダー電王                                | 2007年    | |
| GE-23          | 装着変身 仮面ライダー電王 ガンフォーム                                      | 仮面ライダー電王                                | 2007年    | |
| GE-24          | 装着変身 仮面ライダー電王 ロッドフォーム                                    | 仮面ライダー電王                                | 2007年    | |
| GE-25          | 装着変身 仮面ライダー龍騎サバイブ                                           | 仮面ライダー龍騎                                | 2007年    | |
| GE-26          | 装着変身 仮面ライダーナイトサバイブ                                         | 仮面ライダー龍騎                                | 2007年    | |
| GE-27          | 装着変身 仮面ライダーゼロノス アルタイルフォーム・ベガフォーム              | 仮面ライダー電王                                | 2007年    | |
| GE-28          | 装着変身 仮面ライダー電王プラットフォーム&モモタロスイマジン                | 仮面ライダー電王                                | 2007年    | |
| GE-29          | 装着変身 仮面ライダー電王ウイングフォーム                                   | 仮面ライダー電王                                | 2007年    | バンダイ魂ウェブストア限定販売。                                                                                  |
| GE-30          | 装着変身 仮面ライダー電王ライナーフォーム                                   | 仮面ライダー電王                                | 2007年    | |
| GE-31          | 装着変身 仮面ライダー電王5フォームセット                                    | 仮面ライダー電王                                | 2007年    | トイザらス限定販売。                                                                                              |
| GE-32          | 装着変身 仮面ライダーゼロノス ゼロフォーム                                  | 仮面ライダー電王                                | 2008年    | |
| GE-33          | 装着変身 仮面ライダーキバ キバフォーム                                      | 仮面ライダーキバ                                | 2008年    | |
| GE-34          | エンジンスピードル                                                          | 炎神戦隊ゴーオンジャー                          | 2008年    | |
| GE-35          | エンジンバスオン&エンジンべアールVセット                                    | 炎神戦隊ゴーオンジャー                          | 2008年    | |
| GE-36          | エンジンバルカ&エンジンガンパードセット                                     | 炎神戦隊ゴーオンジャー                          | 2008年    | |
| GE-37          | 装着変身 仮面ライダーキバ ガルルフォーム                                    | 仮面ライダーキバ                                | 2008年    | |
| GE-38          | 装着変身 仮面ライダーキバ バッシャーフォーム                                | 仮面ライダーキバ                                | 2008年    | |
| GE-39          | 装着変身 仮面ライダーキバ ドッカフォーム                                    | 仮面ライダーキバ                                | 2008年    | |
| GE-40          | 装着変身 仮面ライダー電王クライマックスフォーム                             | 仮面ライダー電王                                | 2008年    | B☆SHOP限定販売。                                                                                                  |
| GE-41          | 装着変身 仮面ライダーアーク&仮面ライダーレイ                                | 劇場版 仮面ライダーキバ 魔界城の王              | 2008年    | B★SHOP Yahoo!店限定販売。                                                                                         |
| GE-42          | DX VF-25Fメサイアバルキリー(早乙女アルト機)                                 | マクロスF                                       | 2008年    | |
| GE-42S         | DX VF-25Fスーパーメサイアバルキリー(早乙女アルト機)                         | マクロスF                                       | 2009年    | |
| GE-42C         | DX VF-25Fメサイアバルキリー フォールドクリアVer.                            | マクロスF                                       |           | |
| GE-43          | DX VF-25Sメサイアバルキリー(オズマ・リー機)                                 | マクロスF                                       | 2008年    | |
| GE-44          | DX VF-25Gメサイアバルキリー(ミハエル・ブラン機)                             | マクロスF                                       | 2009年    | |
| GE-45          | DX RVF-25メサイアバルキリー(ルカ・アンジェローニ機)                         | マクロスF                                       | 2009年    | |
| GE-46          | フォンブレイバー7                                                           | ケータイ捜査官7                                 | 2009年    | |
| GE-47          | DX VF-25Sアーマードメサイアバルキリー(オズマ・リー機)                       | マクロスF                                       | 2009年    | |
| GE-48          | DX S.M.S可変攻撃宇宙空母 マクロス・クォーター                               | マクロスF                                       | 2009年    | |
| GE-49          | DX VF-27γルシファー・バルキリー(ブレラ・スターン機)                         | マクロスF                                       | 2010年    | |
| GE-49B         | DX VF-27βルシファー・バルキリー(グレイス・オコナー機/一般機)                | マクロスF                                       | 2010年    | 魂ウェブ商店限定販売。                                                                                            |
| GE-50          | DX VF-25Fトルネードメサイアバルキリー(早乙女アルト機)                       | 劇場版 マクロスF 虚空歌姫〜イツワリノウタヒメ〜 | 2010年    | |
| GE-51          | DX VB-6ケーニッヒ・モンスター                                               | 劇場版 マクロスF 虚空歌姫〜イツワリノウタヒメ〜 | 2010年    | ROBOT魂とのコラボ品。                                                                                             |
| GE-51S         | DX VB-6ケーニッヒ・モンスター(SP Ver.)                                      | 劇場版 マクロスF 虚空歌姫〜イツワリノウタヒメ〜 | 2010年    | ROBOT魂とのコラボ品。                                                                                             |
| GE-52          | DX VF-25Gトルネードメサイアバルキリー(ミハエル・ブラン機)コンプリートパック | 劇場版 マクロスF 恋離飛翼〜サヨナラノツバサ〜   | 2010年    | |
| GE-53          | DX YF-29デュランダルバルキリー(早乙女アルト機)                              | 劇場版 マクロスF 恋離飛翼〜サヨナラノツバサ〜   | 2011年    | 2012年5月に再発売。                                                                                               |
| GE-54          | DX VF-25Fメサイアバルキリー(早乙女アルト機)リニューアルVer.                 | 劇場版 マクロスF 恋離飛翼〜サヨナラノツバサ〜   | 2011年    | 魂ウェブ商店限定でアーマードパーツも発売。 2014年に魂ウェブ商店限定でトルネードパーツも発売。 2014年7月に再発売。 |
| GE-55          | DX VF-25Sメサイアバルキリー(オズマ・リー機)リニューアルVer.                 | 劇場版 マクロスF 恋離飛翼〜サヨナラノツバサ〜   | 2012年    | 魂ウェブ商店限定でアーマードパーツも発売。 2014年11月に再発売。                                                   |
| GE-56          | DX VF-171EXナイトメアプラスEX(早乙女アルト機)                               | マクロスF                                       | 2012年    | 魂ウェブ商店限定でアーマードパーツも発売。                                                                        |
| GE-57          | DX VF-25Gメサイアバルキリー(ミハエル・ブラン機)リニューアルVer.             | マクロスF 恋離飛翼〜サヨナラノツバサ〜          | 2012年    | 魂ウェブ商店限定でスーパーパーツも発売。 2014年に魂ウェブ商店限定でトルネードパーツも発売。                       |
| GE-58          | DX YF-29デュランダルバルキリー(30周年記念カラー)                            | マクロスF 恋離飛翼〜サヨナラノツバサ〜          | 2012年    | 魂ウェブ商店限定でスーパーパーツも発売。 2013年3月に再発売。                                                      |
| GE-59          | DX VF-171ナイトメアプラス(一般機)                                           | マクロスF                                       | 2013年    | 魂ウェブ商店限定でアーマードパーツも発売。                                                                        |
| GE-60          | DX RVF-25メサイアバルキリー(ルカ・アンジェローニ機)リニューアルVer.         | マクロスF 恋離飛翼〜サヨナラノツバサ〜          | 2013年    | 魂ウェブ商店限定でゴースト機付きスーパーパーツも発売。                                                            |
| GE-61          | DX VF-27γルシファースーパーパーツセット                                     | マクロスF 恋離飛翼〜サヨナラノツバサ〜          | 2013年    | |
| GE-62          | DX VF-25Aメサイアバルキリー(一般機)                                         | マクロスF 恋離飛翼〜サヨナラノツバサ〜          | 2013年    | 魂ウェブ商店限定でスーパーパーツも発売。                                                                          |
| GE-63          | DX YF-29デュランダルバルキリー(イサム機)                                    | マクロス30 銀河を繋ぐ歌声                       | 2013年    | 魂ウェブ商店限定でスーパーパーツも発売。                                                                          |
| GE-64          | DX YF-29デュランダルバルキリー(オズマ機)                                    | マクロス30 銀河を繋ぐ歌声                       | 2014年    | 魂ウェブ商店限定でスーパーパーツも発売。                                                                          |
| GE-65          | DX YF-25プロフェシー                                                        | 劇場版 マクロスF 虚空歌姫〜イツワリノウタヒメ〜 | 2014年    | |
| GE-66          | DX YF-30クロノス                                                            | マクロス30 銀河を繋ぐ歌声                       | 2014年    | |
| GE-67          | DX RVF-171EXナイトメアプラスEX(ルカ・アンジェローニ機)                      | マクロスF                                       | 2014年    | 魂ウェブ商店限定発売。                                                                                            |
| GE-68          | DX VB-6ケーニッヒ・モンスター(ウィングス・オブ・ヴァルキュリア)             | マクロスF 恋離飛翼〜サヨナラノツバサ〜          | 2015年    | 魂ウェブ商店限定発売。                                                                                            |
| GE-69          | DX VF-19アドバンス                                                          | マクロスF 恋離飛翼〜サヨナラノツバサ〜          | 2015年    | |
| GE-70          | DX VF-171EXナイトメアプラスEX(マルヤマ機)アーマードパーツセット             | マクロスF                                       | 2015年    | 魂ウェブ商店限定発売。                                                                                            |
| GE-71          | DX YF-29Bパーツィバル(ロッド機)                                             | マクロス30 銀河を繋ぐ歌声                       | 2015年    | |
| GE-72          | DX VF-27βルシファーバルキリーニューヘッドプラス(一般機/グレイス機)          | マクロスF                                       | 2015年    | 魂ウェブ商店限定発売。                                                                                            |
| ―              | ファイアボール ドロッセル                                                   | ファイアボール                                  | 2010年    | |
| ―              | ファイアボール チャーミングドロッセル                                       | ファイアボール チャーミング                     | 2012年    | |
| ―              | バズ・ライトイヤー                                                          | トイ・ストーリーシリーズ                        | 2011年    | |
| ―              | 一撃殺虫!!ホイホイさん                                                      | 一撃殺虫!!ホイホイさんLEGACY                    | 2011年    | 魂ウェブ商店限定で専用オプションセットA、Bも発売。                                                                |
| ―              | 一撃殺虫!!ホイホイさん重装備セット!!                                        | 一撃殺虫!!ホイホイさんLEGACY                    | 2011年    | |
| ―              | 殲滅指令!!コンバットさん                                                    | 一撃殺虫!!ホイホイさん                          | 2012年    | |
| ―              | アイギス                                                                    | ペルソナ3                                       | 2011年    | |
| ―              | フランキー                                                                  | ONE PIECE                                       | 2011年    | |
| ―              | ゴーイング・メリー号                                                        | ONE PIECE                                       | 2012年    | 2015年5月に再発売。                                                                                               |
| ―              | フランキータンクオプションセット                                            | ONE PIECE                                       | 2012年    | 魂ウェブ商店限定発売。                                                                                            |
| ―              | レイキャシール                                                              | ファンタシースターオンライン                    | 2012年    | |
| ―              | レイキャシール -ブラックVer.-                                               | ファンタシースターオンライン                    | 2013年    | 魂ウェブ商店限定発売。                                                                                            |
| ―              | イタッシャーロボ                                                            | 非公認戦隊アキバレンジャー                      | 2012年    | S.H.Figuartsとのコラボレーション商品。                                                                            |
| ―              | セイバー                                                                    | Fate/stay night                                 | 2013年    | |
| ―              | アーチャー                                                                  | Fate/stay night                                 | 2013年    | |
| ―              | ハローキティ                                                                | ハローキティ                                    | 2014年    | |
| ―              | ハローキティ(あお)                                                          | ハローキティ                                    | 2015年    | |
| ―              | ハローキティ(しましま)                                                      | ハローキティ                                    | 2015年    | |
| ―              | ジバニャン                                                                  | 妖怪ウォッチ                                    | 2015年    | |
| ―              | ロボニャン                                                                  | 妖怪ウォッチ                                    | 2015年    | |
| ―              | G級変形リオレウス                                                           | モンスターハンター                              | 2015年    | |
| ―              | 超合体キングロボ ミッキー&フレンズ                                          | 超合体シリーズ                                  | 2013年    | |
| ―              | 超合体キングロボ ミッキー&フレンズ～ファンタジックカラー～                  | 超合体シリーズ                                  | 2014年    | 魂ウェブ商店限定発売。                                                                                            |
| ―              | 太陽の塔のロボ                                                              | オリジナル                                      | 2014年    | |
| ―              | 超合体SFロボット 藤子・F・不二雄キャラクターズ                              | 超合体シリーズ                                  | 2014年    | |
| ―              | ミラクルヘンケイ 初音ミク×ロディ                                            | 初音ミク                                        | 2015年    | |
| ―              | 烈車合体DXトッキュウオー                                                    | 烈車戦隊トッキュウジャー                        | 2014年    | [注釈 36] |
| ―              | オトモ忍シノビマル                                                          | 手裏剣戦隊ニンニンジャー                        | 2015年    | [注釈 37] |
| ―              | オトモ忍ロデオマル                                                          | 手裏剣戦隊ニンニンジャー                        | 2015年    | [注釈 37] |
| ―              | 侍合体DXシンケンオー                                                        | 侍戦隊シンケンジャー                            | 2015年    | [注釈 38] |
| 品名                                                                                              | 発売年         | 概要 |
| ドラえもん                                                                                        | ドラえもん     | ドラえもん                                                                                                 |
| ------------------------------------------------------------------------------------------------- | -------------- | --- |
| ぐるぐるドラえもん                                                                                | 2017年9月      | |
| ONE PIECE                                                                                         |                | |
| ゴーイング・メリー号-ONE PIECE 20周年 Premium color Ver.-                                         | 2017年10月     | |
| ゴーイング・メリー号 -ONE PIECE アニメ20周年 Memorial edition-                                    | 2019年6月      | |
| サウザンドサニー号                                                                                | 2020年10月     | |
| ゴーイング・メリー号 -ONE PIECE アニメ25周年 Memorial edition-                                    | 2024年12月     | |
| オリジナル                                                                                        |                | |
| ハローキティ（マジンガーZカラー）                                                                 | 2016年5月      | |
| マジンガーZ（ハローキティカラー）                                                                 | 2016年6月      | |
| 太陽の塔のロボ jr.                                                                                | 2018年3月      | 太陽の塔のロボとはギミック・造形共に異なる。                                                               |
| ガンダム★ハローキティ                                                                             | 2020年6月      | |
| シャア専用ザクII★ハローキティ                                                                     | 2020年6月      | |
| 超合体シリーズ                                                                                    |                | |
| トイ・ストーリー 超合体大作戦 ウッディロボ★シェリフスター                                         | 2016年11月     | |
| トイ・ストーリー 超合体大作戦 バズ・ザ・スペースレンジャーロボ                                    | 2017年1月      | |
| 超魔法合体キングロボ ミッキー＆フレンズ Disney 100 Years of Wonder                                | 2023年12月     | |
| マイメロディ                                                                                      |                | |
| マイメロディ(あか)                                                                                | 2016年1月      | |
| おねがいマイメロディ                                                                              |                | |
| おねがいマイメロディ                                                                              | 2017年1月      | |
| アイアンマン                                                                                      |                | |
| アイアンマン マーク44 ハルクバスター                                                              | 2016年1月      | 魂ウェブ商店限定発売。 S.H.Figuartsとのコラボレーション商品。                                              |
| スター・ウォーズ                                                                                  |                | |
| 超合金×12 Perfect Model R2-D2 (A NEW HOPE)                                                        | 2017年9月      | 12”PMとのコラボレーション商品。                                                                            |
| ゴジラvsメカゴジラ                                                                                |                | |
| メカゴジラ (生頼範義ポスターVer.)                                                                 | 2017年9月      | 魂ウェブ商店限定発売。 魂MIXとのコラボレーション商品。                                                     |
| ロックマンX                                                                                       |                | |
| ロックマンX GIGA ARMOR エックス                                                                   | 2017年11月     | 魂ウェブ商店限定発売。 魂MIXとのコラボレーション商品。                                                     |
| Cars 3                                                                                            |                | |
| LIGHTNING McQUEEN                                                                                 | 2017年11月     | |
| Fabulous LIGHTNING McQUEEN                                                                        | 2017年11月     | |
| アベンジャーズ/インフィニティ・ウォー                                                             |                | |
| ハルクバスター マーク2                                                                            | 2018年12月     | 魂ウェブ商店限定発売。 S.H.Figuartsとのコラボレーション商品。                                              |
| ハローキティ                                                                                      |                | |
| ハローキティ (45TH ANNIVERSARY）                                                                  | 2019年12月     | |
| ハローキティ -STORE LIMITED EDITION-                                                              | 2025年4月予定  | 魂ネイションズストア限定販売                                                                               |
| マクロスΔ                                                                                         |                | |
| DX VF-31Jジークフリード(ハヤテ・インメルマン機)                                                   | 2016年12月     | 魂ウェブ商店限定でスーパーパーツも発売。                                                                   |
| DX Sv-262Hs ドラケンIII(キース・エアロ・ウィンダミア機)                                           | 2017年3月      | 魂ウェブ商店限定でドラケン&ミサイルポッドパーツも発売。                                                    |
| DX VF-31Fジークフリード(メッサー・イーレフェルト機)                                               | 2017年4月      | 魂ウェブ商店限定でスーパーパーツも発売。                                                                   |
| DX VF-31Cジークフリード(ミラージュ・ファリーナ・ジーナス機)                                       | 2017年9月      | 魂ウェブ商店限定でスーパーパーツも発売。                                                                   |
| DX VF-31J改ジークフリード(ハヤテ・インメルマン機)                                                 | 2017年12月     | 2017年開催の「魂ネイション2017」にて限定販売。 2018年4月に魂ウェブ商店にて抽選販売。                       |
| DX VF-31Aカイロス(一般機)                                                                         | 2018年3月      | 魂ウェブ商店限定発売。                                                                                     |
| DX VF-31Sジークフリード(アラド・メルダース機)                                                     | 2018年7月      | 魂ウェブ商店限定でアーマードパーツセットも発売。                                                           |
| DX VF-31Eジークフリード(チャック・マスタング機)                                                   | 2019年7月      | |
| DX VF-31J スーパージークフリード(ハヤテ・インメルマン機) リバイバルVer.                           | 2024年9月      | |
| 劇場版マクロスΔ 激情のワルキューレ                                                                |                | |
| DX 劇場版VF-31Fジークフリード(メッサーイーフェルト／ハヤテ・インメルマン機)                       | 2018年10月     | 魂ウェブ商店限定でリル・ドラケンパーツも発売。                                                             |
| マクロスプラス                                                                                    |                | |
| DX YF-19フルセットパック                                                                          | 2018年9月      | |
| DX YF-19 エクスカリバー(イサム・ダイソン機)                                                       | 2023年12月     | |
| DX YF-21(ガルド・ゴア・ボーマン機)                                                                | 2024年6月      | |
| 超時空要塞マクロス                                                                                |                | |
| 初回限定版 DX VF-1Jバルキリー(一条輝機)                                                           | 2018年12月     | 魂ウェブ商店限定でミサイルパーツセット・アーマードパーツセットも発売。                                     |
| DX VF-1Aバルキリー(マクシミリアン・ジーナス機)                                                    | 2019年9月      | |
| 初回限定版 DX VF-1Sバルキリー ロイ・フォッカースペシャル                                          | 2020年11月     | 魂ウェブ商店限定でスーパーパーツセットも発売。                                                             |
| DX VF-1D バルキリー＆ファン・レーサー                                                             | 2021年7月      | |
| DX VF-1J アーマードバルキリー（一条輝機）                                                         | 2021年9月      | |
| DX VF-1A バルキリー エンジェルバーズ                                                              | 2023年1月      | |
| DX VF-1J バルキリー CHOGOKIN 50th Exclusive                                                       | 2024年8月      | 魂ネイションストアイベント『CHOGOKIN 50th Anniversary Exhibition』限定販売                                 |
| DX VF-1J バルキリー (一条輝機) -Store Limited Edition-                                            | 2024年11月     | 魂ストア限定販売                                                                                           |
| DX VF-1S アーマードバルキリー (ロイ・フォッカースペシャル)                                        | 2025年11月予定 | TAMASHII NATION 2025限定販売                                                                               |
| 超時空要塞マクロス 愛・おぼえていますか                                                           |                | |
| DX 劇場版VF-1Sバルキリー(一条輝機)                                                                | 2019年11月     | 魂ウェブ商店限定でストライク／スーパーパーツセットも発売。                                                 |
| DX 劇場版VF-1Aバルキリー(柿崎速雄機)                                                              | 2020年8月      | 魂ウェブ商店限定発売。                                                                                     |
| DX 劇場版VF-1S ストライクバルキリー （一条輝機） メカニックエディション                           | 2024年4月      | 魂ウェブ商店限定発売。                                                                                     |
| DX VT-1 スーパーオストリッチ                                                                      | 2024年7月      | 魂ウェブ商店限定発売。                                                                                     |
| マクロスF                                                                                         |                | |
| DX YF-29デュランダルバルキリー(早乙女アルト機)フルセットパック                                    | 2020年10月     | |
| DX VF-25メサイアバルキリー WORLDWIDE Anniv.                                                       | 2022年4月      | |
| DX VF-25F スーパーメサイアバルキリー (早乙女アルト機) リバイバルVer.                              | 2023年4月      | |
| DX VF-25G スーパーメサイアバルキリー (ミハエル・ブラン機) リバイバルVer.                          | 2023年9月      | |
| DX VF-171EX アーマードナイトメアプラスEX(早乙女アルト機) リバイバルVer.                           | 2024年1月      | |
| DX VF-25S アーマードメサイアバルキリー (オズマ・リー機) リバイバルVer.                            | 2024年11月     | 魂ウェブ商店限定発売。                                                                                     |
| 疾風!アイアンリーガー                                                                             |                | |
| アイアンリーガー マッハウインディ＆ゴールドフット                                                 | 2020年2月      | |
| アイアンリーガー マグナムエース                                                                   | 2020年7月      | |
| GUNDAM FACTORY YOKOHAMA                                                                           |                | |
| RX-78F00 GUNDAM                                                                                   | 2020年12月     | イベント会場限定販売。                                                                                     |
| RX-78F00 GUNDAM ‐Night illuminated ver.-                                                          | 2021年10月     | GUNDAM FACTORY YOKOHAMA限定販売。                                                                          |
| DX RX-78F00 GUNDAM                                                                                | 2023年12月     | |
| パックマン                                                                                        |                | |
| パックマン                                                                                        | 2021年8月      | |
| 劇場版マクロスΔ 絶対LIVE                                                                          |                | |
| DX 劇場版VF-31Jジークフリード（ハヤテ・インメルマン機）【フォールドプロジェクションユニット装備】 | 2021年10月     | |
| DX 初回限定版 VF-31AX カイロスプラス（ハヤテ・インメルマン機）                                    | 2021年12月     | 魂ウェブ商店限定でスーパーパーツセットも発売。アーマードパーツセットも発売。スーパーゴーストセットも発売。 |
| DX 劇場版 VF-31AX カイロスプラス（ミラージュ・ファリーナ・ジーナス機）                            | 2022年3月      | |
| DX 劇場版 VF-31AX カイロスプラス(ボーグ・コンファールト機)                                        | 2022年7月      | |
| DX YF-29 デュランダルバルキリー（マクシミリアン・ジーナス機）フルセットパック                     | 2022年9月      | |
| DX 劇場版 VF-31AX カイロスプラス (ハヤテ・インメルマン機)                                         | 2023年6月      | |
| DX 劇場版 Sv-262Hs ドラケンIII (ボーグ・コンファールト機)                                         | 2025年2月      | 魂ウェブ商店限定販売。                                                                                     |
| バズ・ライトイヤー                                                                                |                | |
| XL-15 SPACE SHIP                                                                                  | 2022年7月      | |
| 実物大νガンダム立像                                                                               |                | |
| RX-93ff νガンダム                                                                                 | 2022年8月      | GUNDAM SIDE-F限定販売。 2023年3月に魂ウェブ商店にて抽選販売。                                              |
| MSN-04FF サザビー                                                                                 | 2024年4月      | GUNDAM SIDE-F限定販売。 2024年10月、2024年11月に魂ウェブ商店にて抽選販売。                                 |
| 機動戦士ガンダム 水星の魔女                                                                       |                | |
| ガンダム・エアリアル                                                                              | 2023年1月      | |
| ガンダム・キャリバーン                                                                            | 2024年8月      | 魂ウェブ商店限定販売。                                                                                     |
| 機動戦士ガンダムSEED                                                                              |                | |
| ZGMF-X10A フリーダムガンダム Ver.GCP                                                              | 2023年4月      | 2022年11月に魂ウェブ商店にて抽選販売。                                                                     |
| 宇宙刑事ギャバン                                                                                  |                | |
| 宇宙刑事ギャバン&サイバリアン                                                                     | 2023年4月      | |
| ZOIDS                                                                                             |                | |
| RZ-041 ライガーゼロ                                                                               | 2023年6月      | |
| RZ-041 ライガーゼロ（素体）                                                                       | 2024年1月      | 魂ウェブ商店限定販売。魂ウェブ商店限定で専用チェンジングアーマーセットも発売。                             |
| SYNDUALITY Noir                                                                                   |                | |
| デイジーオーガ                                                                                    | 2024年1月      | |
| SAND LAND                                                                                         |                | |
| サンドランド国王軍戦車隊104号車                                                                   | 2024年4月      | |
| 機動戦士ガンダムSEED FREEDOM                                                                      |                | |
| マイティーストライクフリーダムガンダム                                                            | 2024年7月      | 魂ウェブ商店限定販売。                                                                                     |
| ルービックキューブ                                                                                |                | |
| ルービックキューブ                                                                                | 2024年10月     | |
| ポケットモンスター バイオレット                                                                   |                | |
| テツノツツミ                                                                                      | 2024年11月     | ポケモンセンターオンライン限定販売                                                                         |
| テツノドクガ                                                                                      | 2024年11月     | ポケモンセンターオンライン限定販売                                                                         |
| 超合金                                                                                            |                | |
| CHOGOKIN ROBO 50                                                                                  | 2024年11月     | 魂ストア限定販売                                                                                           |
| あずきバー                                                                                        |                | |
| あずきバーロボ                                                                                    | 2025年4月      | 魂ウェブ商店限定販売。                                                                                     |
| たまごっち                                                                                        |                | |
| ちょーごーきん たまごっちろぼ                                                                     | 2025年5月      | |
| GUNDAM NEXT FUTURE PAVILION                                                                       |                | |
| EXPO2025 RX-78F00/E ガンダム                                                                      | 2025年5月      | 魂ウェブ商店にて抽選販売。                                                                                 |
| 劇場版マクロスF イツワリノウタヒメ                                                                |                | |
| DX VF-25F トルネードメサイアバルキリー (早乙女アルト機) リバイバルVer.                            | 2025年5月      | 魂ウェブ商店限定販売。                                                                                     |
| DX VF-25γSP スーパールシファーバルキリー (ブレラ・スターン機) リバイバルVer.                      | 2025年7月      | 魂ウェブ商店限定販売。                                                                                     |
| ディズニーキャラクター                                                                            |                | |
| 超変形 ミッキーマウス by 大河原邦男                                                               | 2025年6月      | |
| 機動戦士ガンダム 復讐のレクイエム                                                                 |                | |
| ガンダムEX                                                                                        | 2025年6月      | 魂ウェブ商店限定販売。                                                                                     |
| がんばれロボコン                                                                                  |                | |
| ロボコン 50周年記念復活バージョン                                                                 | 2025年8月予定  | |
| マッハGoGoGo                                                                                      |                | |
| マッハ号                                                                                          | 2025年9月予定  | |
| UFOロボ グレンダイザー                                                                            |                | |
| DELUXE グレンダイザー & UFOスペイザー                                                             | 2025年9月予定  | 1976年版の50周年記念復活商品                                                                               |
| マクロス7                                                                                         |                | |
| VF-19改 エクスカリバー 熱気バサラスペシャル                                                       | 2025年10月予定 | |
| バック・トゥ・ザ・フューチャー PART3                                                              |                | |
| TIME TRAIN                                                                                        | 2025年12月予定 | |

### 超合金魂
1997年に「超合金魂」（ちょうごうきんだましい）として、マジンガーZが復活した。対象は子どもの頃に買ってもらえなかった30〜40代で、発売から20日間で5万個を完売。それまでの玩具然としたアレンジを止め、対象年齢を15歳以上に引き上げることで原作に忠実なシルエットを持つ商品を実現した。キャッチフレーズは「少年の心を持った大人たちへ・・・」となっていて、子どもの玩具ではなく大人のアイテムを強調している。この復活した「マジンガーZ」の成功により「超合金魂」は高いクオリティーで一般認識される大人向け高級玩具の走りとなり、その後ラインナップを増やしていった。略称および通称は「金魂」。
「グレートマジンガー」「グレンダイザー」に続き「ゲッターロボ」、「超電磁ロボ コン・バトラーV」、「大空魔竜ガイキング」など以前に人気の高かったキャラクターの他、商品化の希望の多いものも製作されている。「無敵超人ザンボット3」「無敵鋼人ダイターン3」「伝説巨神イデオン」など「放送当時は競合他社がスポンサーだった」作品からのキャラクターや、初期ラインナップのリファイン版も発売されている。また、「宇宙戦艦ヤマト」からは、かつてなら「ポピニカ」（後述）系列でラインナップされたロボット形態に変形しない純粋な艦船も含まれるようになった。
また、現在の技術で立体化した超合金という名を冠した商品も発売されている（「創聖のアクエリオン」「マクロスF「ファイアボール」など）。別ブランドとしてポピニカ魂も展開されている。
2018年から「F.A.」シリーズが新たにラインナップされた。超合金魂のコンセプトでスーパーロボット超合金以上のポージングが可能なフルアクションモデルとして開発されたもので、スタンダード超合金サイズの全高約180mmに統一されている。なお、非変形・非合体モデル。

#### ラインナップ
| 超合金魂ナンバー       | 品名                                                            | 出典                                        | 発売年月                      | 概要                                                                                 |
| ---------------------- | --------------------------------------------------------------- | ------------------------------------------- | ----------------------------- | ------------------------------------------------------------------------------------ |
| GX-01                  | マジンガーZ                                                     | マジンガーZ                                 | 1997年12月                    |                                                                                      |
| GX-01                  | マジンガーZ 鉄の城バージョン                                    | マジンガーZ                                 | 1997年                        | [注釈 48]                                                                            |
| GX-01B                 | ブラックマジンガーZ                                             | マジンガーZ                                 | 1998年9月                     | [注釈 49]                                                                            |
| GX-01R                 | マジンガーZ(リニューアルバージョン)                             | マジンガーZ                                 | 2002年6月                     | [注釈 50]                                                                            |
| GX-01R                 | マジンガーZ(Tokyo Limited)                                      | マジンガーZ                                 | 2019年4月                     | [注釈 51]                                                                            |
| GX-01RG                | ゴールドマジンガーZ(イベント先行販売版)                         | マジンガーZ                                 | 2003年4月                     | [注釈 52]                                                                            |
| GX-01RG                | ゴールドマジンガーZ(通常版)                                     | マジンガーZ                                 | 2003年6月                     |                                                                                      |
| GX-01RB                | ブラックマジンガーZ（リニューアルバージョン）                   | マジンガーZ                                 |                               | [注釈 53]                                                                            |
| GX-01R+                | マジンガーZ(超合金魂10周年記念Ver.)                             | マジンガーZ                                 | 2008年3月                     | [注釈 54]                                                                            |
| GX-01R (40th Anniv.)   | マジンガーZ(超合金40周年記念Ver.)                               | マジンガーZ                                 | 2014年12月                    |                                                                                      |
| GX-02                  | グレートマジンガー                                              | グレートマジンガー                          | 1998年11月                    |                                                                                      |
| GX-02B                 | ブラックグレートマジンガー                                      | グレートマジンガー                          | 1999年7月                     | [注釈 55]                                                                            |
| GX-02R                 | グレートマジンガー(リニューアルバージョン)                      | グレートマジンガー                          | 2002年11月                    |                                                                                      |
| GX-02R                 | グレートマジンガー(Tokyo Limited)                               | グレートマジンガー                          | 2019年9月                     | [注釈 51]                                                                            |
| GX-02R (TN2016 Anniv.) | グレートマジンガー(魂ネイション2016記念Ver.)                    | グレートマジンガー                          | 2016年10月                    | [注釈 56]                                                                            |
| GX-03                  | 超電磁ロボ コン・バトラーV                                      | 超電磁ロボ コン・バトラーV                  | 1999年6月                     | [注釈 57]                                                                            |
| GX-03B                 | ブラックコン・バトラーV                                         | 超電磁ロボ コン・バトラーV                  | 2000年7月                     | [注釈 58]                                                                            |
| GX-04                  | UFOロボ グレンダイザー                                          | UFOロボ グレンダイザー                      | 2000年2月                     |                                                                                      |
| GX-04B                 | ブラックグレンダイザー                                          | UFOロボ グレンダイザー                      | 2001年6月                     | [注釈 59]                                                                            |
| GX-04X                 | ドリル&マリンスペイザーセット                                   | UFOロボ グレンダイザー                      | 2002年10月                    |                                                                                      |
| GX-04S                 | UFOロボ グレンダイザー宇宙の王者セット                          | UFOロボ グレンダイザー                      | 2002年10月                    | [注釈 60]                                                                            |
| GX-05                  | 大空魔竜ガイキング                                              | 大空魔竜ガイキング                          | 2001年4月                     |                                                                                      |
| GX-05B                 | ブラック大空魔竜ガイキング                                      | 大空魔竜ガイキング                          | 2002年2月                     |                                                                                      |
| GX-05R                 | 大空魔竜ガイキング(リペイントバージョン)                        | 大空魔竜ガイキング                          | 2004年3月                     |                                                                                      |
| GX-06                  | ゲッターロボ                                                    | ゲッターロボ                                | 2001年11月                    |                                                                                      |
| GX-06M                 | ゲッターロボ練習機                                              | ゲッターロボ                                | 2002年6月                     |                                                                                      |
| GX-06G1 LIMITED        | ゲッター1 メタリックVer.                                        | ゲッターロボ                                | 2008年8月                     | [注釈 61]                                                                            |
| GX-07                  | マジンガーZ(OVAバージョン)                                      | マジンカイザー                              | 2001年12月                    |                                                                                      |
| GX-07                  | トイズドリームプロジェクト マジンガーZ(OVAバージョン)           | マジンカイザー                              | 2002年9月                     | [注釈 62]                                                                            |
| GX-07E LIMITED         | エネルガーZ                                                     | オリジナル                                  | 2007年12月                    | [注釈 63]                                                                            |
| GX-07I                 | アイアンZ                                                       | オリジナル                                  | 2008年1月                     | [注釈 64]                                                                            |
| GX-08                  | アフロダイA                                                     | マジンガーZ                                 | 2002年1月                     |                                                                                      |
| GX-08R                 | アフロダイA                                                     | マジンガーZ                                 | 2023年8月                     | [注釈 65]                                                                            |
| GX-08MA                | マジンガーエンジェル アフロダイA                                | マジンガーエンジェル                        | 2004年9月                     |                                                                                      |
| GX-08MAW               | マジンガーエンジェル アフロダイA スノーホワイトバージョン       | マジンガーエンジェル                        | 2005年6月                     | [注釈 66]                                                                            |
| GX-08 (40th Anniv.)    | アフロダイA(超合金40周年記念Ver.)                               | マジンガーZ                                 | 2014年12月                    |                                                                                      |
| GX-09                  | ミネルバX                                                       | マジンガーZ                                 | 2002年2月                     |                                                                                      |
| GX-09R                 | ミネルバX                                                       | マジンガーZ                                 | 2023年8月                     | [注釈 67]                                                                            |
| GX-09MA                | マジンガーエンジェル ミネルバX                                  | マジンガーエンジェル                        | 2004年12月                    |                                                                                      |
| GX-09MAB               | マジンガーエンジェル ミネルバX ラ・シレーヌ・ド・ノワール       | マジンガーエンジェル                        | 2006年1月                     | [注釈 68]                                                                            |
| GX-09SS                | マジンガーエンジェル ミネルバX シャイニングシャドー             | マジンガーエンジェル                        | 2009年1月                     | [注釈 69]                                                                            |
| GX-10                  | ボスボロット                                                    | マジンガーZ                                 | 2002年3月                     |                                                                                      |
| GX-10R                 | ボスボロット                                                    | マジンガーZ                                 | 2023年10月                    |                                                                                      |
| GX-10B                 | トイズドリームプロジェクト ブラックボスボロット                 | マジンガーZ                                 | 2002年12月                    |                                                                                      |
| GX-11                  | ダイアナンA                                                     | マジンガーZ                                 | 2002年6月                     |                                                                                      |
| GX-11R                 | ダイアナンA                                                     | マジンガーZ                                 | 2024年5月18日                 | [注釈 70]                                                                            |
| GX-11                  | ダイアナンAブラック（野中博士リペイント）                       |                                             | [注釈 71]                     |                                                                                      |
| GX-11MA                | マジンガーエンジェル ダイアナンA                                | マジンガーエンジェル                        | 2004年10月                    |                                                                                      |
| GX-11MAM               | マジンガーエンジェル ダイアナンA マリンブルーマーメイド         | マジンガーエンジェル                        | 2007年6月                     | [注釈 72]                                                                            |
| GX-12                  | ビューナスA                                                     | グレートマジンガー                          | 2002年6月                     |                                                                                      |
| GX-12R                 | ビューナスA                                                     | グレートマジンガー                          | 2025年2月予定                 | [注釈 73]                                                                            |
| GX-12MA                | マジンガーエンジェル ビューナスA                                | マジンガーエンジェル                        | 2004年11月                    |                                                                                      |
| GX-12MAG               | マジンガーエンジェル ビューナスA クイーン・オブ・ゴールド       | マジンガーエンジェル                        | 2006年9月                     | [注釈 74]                                                                            |
| GX-13                  | 超獣機神ダンクーガ                                              | 超獣機神ダンクーガ                          | 2003年2月                     | [注釈 75]                                                                            |
| GX-13RC                | 超獣機神ダンクーガ(リアルカラーバージョン)                      | 超獣機神ダンクーガ                          | 2004年4月                     | [注釈 76]                                                                            |
| GX-13R                 | 超獣機神ダンクーガ(リニューアルバージョン)                      | 超獣機神ダンクーガ                          | 2017年10月                    | [注釈 77]                                                                            |
| GX-14                  | エヴァンゲリオン初号機                                          | 新世紀エヴァンゲリオン                      | 2003年6月                     |                                                                                      |
| GX-15                  | エヴァンゲリオン弐号機                                          | 新世紀エヴァンゲリオン                      | 2003年7月                     |                                                                                      |
| GX-16                  | エヴァンゲリオン零号機改                                        | 新世紀エヴァンゲリオン                      | 2003年8月                     |                                                                                      |
| GX-17                  | エヴァンゲリオン零号機                                          | 新世紀エヴァンゲリオン                      | 2003年9月                     |                                                                                      |
| GX-18                  | ゲッタードラゴン                                                | ゲッターロボG                               | 2003年11月                    |                                                                                      |
| GX-18                  | ゲッタードラゴン シャインスパークバージョン                     | ゲッターロボG                               |                               | [注釈 78]                                                                            |
| GX-19                  | ゲッターライガー                                                | ゲッターロボG                               | 2003年12月                    |                                                                                      |
| GX-20                  | ゲッターポセイドン                                              | ゲッターロボG                               | 2003年12月                    |                                                                                      |
| GX-21                  | エヴァンゲリオン参号機                                          | 新世紀エヴァンゲリオン                      | 2004年3月                     |                                                                                      |
| GX-22                  | エヴァンゲリオン四号機(メッキ仕様)                              | 新世紀エヴァンゲリオン                      | 2004年3月                     |                                                                                      |
| GX-23                  | 無敵超人ザンボット3                                             | 無敵超人ザンボット3                         | 2004年5月                     | [注釈 79]                                                                            |
| GX-23A                 | ザンボエース                                                    | 無敵超人ザンボット3                         | 2004年6月                     | [注釈 80]                                                                            |
| GX-24                  | 鉄人28号                                                        | 鉄人28号 (2004年版)                         | 2004年9月                     |                                                                                      |
| GX-24                  | 鉄人28号(スペシャルカラーバージョン)                            | 鉄人28号 (2004年版)                         | 2005年9月                     | [注釈 81]                                                                            |
| GX-24M                 | 鉄人28号(ブルーメタリックバージョン)                            | 鉄人28号 (2004年版)                         | 2005年11月                    |                                                                                      |
| GX-24N                 | 鉄人28号(ネイキッドバージョン)                                  | 鉄人28号 (2004年版)                         | 2009年3月                     | [注釈 82]                                                                            |
| GX-24R                 | 鉄人28号(1963)楽曲搭載バージョン                                | 鉄人28号 (1963年版)                         | 2018年11月                    |                                                                                      |
| GX-25                  | ガラダK7                                                        | マジンガーZ                                 | 2004年11月                    |                                                                                      |
| GX-25R                 | ガラダK7                                                        | マジンガーZ                                 | 2023年1月                     | [注釈 83]                                                                            |
| GX-26                  | ダブラスM2                                                      | マジンガーZ                                 | 2004年12月                    |                                                                                      |
| GX-26R                 | ダブラスM2                                                      | マジンガーZ                                 | 2023年1月                     | [注釈 84]                                                                            |
| GX-27                  | ガイキング                                                      | 大空魔竜ガイキング                          | 2005年5月                     |                                                                                      |
| GX-28                  | 戦闘メカ ザブングル                                             | 戦闘メカ ザブングル                         | 2005年9月                     |                                                                                      |
| GX-28R                 | 戦闘メカ ザブングル リアルカラーバージョン                      | 戦闘メカ ザブングル                         | 2007年4月                     | [注釈 85]                                                                            |
| GX-29                  | ブラックオックス                                                | 鉄人28号 (2004年版)                         | 2005年11月                    |                                                                                      |
| GX-29R                 | ブラックオックス                                                | 鉄人28号 (1963年版)                         | 2020年8月                     |                                                                                      |
| GX-30                  | バトルフィーバーロボ                                            | バトルフィーバーJ                           | 2006年3月                     |                                                                                      |
| GX-31                  | ボルテスV                                                       | 超電磁マシーン ボルテスV                    | 2006年5月                     |                                                                                      |
| GX-31V                 | ボルテスV RESPECT FOR VOLT IN BOX                               | 超電磁マシーン ボルテスV                    | 2008年12月                    |                                                                                      |
| GX-31V (40th Anniv.)   | ボルテスV(超合金40周年記念Ver.)                                 | 超電磁マシーン ボルテスV                    | 2015年1月                     | [注釈 86]                                                                            |
| GX-31SP                | ボルテスV CHOGOKIN 50th Ver.                                    | 超電磁マシーン ボルテスV                    | 2024年8月                     |                                                                                      |
| GX-32                  | ゴールドライタン                                                | ゴールドライタン                            | 2006年7月                     |                                                                                      |
| GX-32SB                | ゴールドライタン(シルバー&ブラック)                             | ゴールドライタン                            | 2007年8月                     |                                                                                      |
| GX-32R                 | ゴールドライタン 24金メッキ仕上げ                               | ゴールドライタン                            | 2018年5月                     |                                                                                      |
| GX-32SP                | ゴールドライタン CHOGOKIN 50th Ver.                             | ゴールドライタン                            | 2024年12月                    |                                                                                      |
| GX-33                  | レオパルドン&スパイダーマン                                     | スパイダーマン                              | 2006年8月                     | [注釈 87]                                                                            |
| GX-33R                 | レオパルドン&マーベラー召喚セット                               | スパイダーマン                              | 2020年9月                     | [注釈 88]                                                                            |
| GX-34                  | ガンバスター                                                    | トップをねらえ!                             | 2006年11月                    |                                                                                      |
| GX-34R                 | ガンバスター バスター合金カラーVer.                             | トップをねらえ!                             | 2015年9月                     |                                                                                      |
| GX-35                  | ウォーカー・ギャリア                                            | 戦闘メカ ザブングル                         | 2007年1月                     |                                                                                      |
| GX-36                  | 伝説巨神イデオン                                                | 伝説巨神イデオン                            | 2007年3月                     | [注釈 89]                                                                            |
| GX-37                  | キングジョー                                                    | ウルトラセブン                              | 2007年5月                     |                                                                                      |
| GX-37B                 | キングジョーブラック                                            | ウルトラギャラクシー大怪獣バトル            | 2008年2月                     | [注釈 90]                                                                            |
| GX-37R                 | キングジョー 55th Anniversary Ver.                              | ウルトラセブン                              | 2023年2月                     |                                                                                      |
| GX-38                  | アイアンギアー                                                  | 戦闘メカ ザブングル                         | 2007年9月                     |                                                                                      |
| GX-39                  | バイカンフー                                                    | マシンロボ クロノスの大逆襲                 | 2007年11月                    |                                                                                      |
| GX-39R                 | バイカンフー(リニューアルバージョン)                            | マシンロボ クロノスの大逆襲                 | 2017年9月                     |                                                                                      |
| GX-40                  | 六神合体ゴッドマーズ                                            | 六神合体ゴッドマーズ                        | 2008年3月                     | [注釈 91]                                                                            |
| GX-40G                 | ガイヤー(リアルカラーVer.)                                      | 六神合体ゴッドマーズ                        | 2008年10月                    | [注釈 92]                                                                            |
| GX-40R                 | 六神合体ゴッドマーズ リニューアルバージョン                     | 六神合体ゴッドマーズ                        | 2019年6月                     |                                                                                      |
| GX-40SP                | 六神合体ゴッドマーズ CHOGOKIN 50th Ver.                         | 六神合体ゴッドマーズ                        | 2025年9月予定                 |                                                                                      |
| GX-41                  | 勇者ライディーン                                                | 勇者ライディーン                            | 2008年4月                     |                                                                                      |
| GX-41S                 | 勇者ライディーン DXフェードインセット                           | 勇者ライディーン                            | 2008年4月                     |                                                                                      |
| GX-41B                 | ブラックライディーン                                            | 勇者ライディーン                            | 2009年3月                     |                                                                                      |
| GX-42                  | 鋼鉄神ジーグ                                                    | 鋼鉄神ジーグ                                | 2008年7月                     |                                                                                      |
| GX-43                  | 闘将ダイモス                                                    | 闘将ダイモス                                | 2008年9月                     |                                                                                      |
| GX-44                  | 太陽の使者 鉄人28号                                             | 鉄人28号 (1980年版)                         | 2008年11月                    |                                                                                      |
| GX-44S                 | 太陽の使者 鉄人28号VSブラックオックス                           | 鉄人28号 (1980年版)                         | 2008年11月                    |                                                                                      |
| GX-45                  | マジンガーZ                                                     | 真マジンガー 衝撃! Z編                      | 2009年5月                     |                                                                                      |
| GX-45A                 | マジンガーZ(熱海ナイトバージョン)                               | 真マジンガー 衝撃! Z編                      | 2009年10月                    | [注釈 93]                                                                            |
| GX-45C                 | マジンガーZ(コミックカラーバージョン)                           | 真マジンガー 衝撃! Z編                      | 2010年5月                     | [注釈 94]                                                                            |
| GX-46                  | ダイゼンガー&アウセンザイター                                   | スーパーロボット大戦OG ORIGINAL GENERATIONS | 2009年6月                     |                                                                                      |
| GX-46R                 | ダイゼンガー&アウセンザイター                                   | スーパーロボット大戦OG ORIGINAL GENERATIONS | 2023年1月発送                 | [注釈 95]                                                                            |
| GX-47                  | エネルガーZ                                                     | 真マジンガー 衝撃! Z編                      | 2009年8月                     |                                                                                      |
| GX-47T                 | エネルガー実験機                                                | 真マジンガー 衝撃! Z編                      | 2009年10月                    | [注釈 96]                                                                            |
| GX-47P                 | プロトエネルガー                                                | 真マジンガー 衝撃! Z編                      | 2009年11月                    | [注釈 97]                                                                            |
| GX-47N                 | エネルガーZ ノーマルカラー                                      | 真マジンガー 衝撃! Z編                      | 2010年10月                    | [注釈 98]                                                                            |
| GX-48                  | ビッグオー                                                      | THE ビッグオー                              | 2009年9月                     |                                                                                      |
| GX-48X                 | ビッグオー拡張パーツセット                                      | THE ビッグオー                              | 2009年12月                    | [注釈 95]                                                                            |
| GX-48K                 | ビッグオー 鉄仕上げ(フルパッケージ)                             | THE ビッグオー                              | 1次：2018年1月 2次：2018年3月 | [注釈 95]                                                                            |
| GX-49                  | 真マジンガーZ                                                   | 真マジンガー 衝撃! Z編                      | 2009年9月                     |                                                                                      |
| GX-49G                 | 真マジンガーZ ゴールドVer.                                      | 真マジンガー 衝撃! Z編                      | 2009年12月                    | [注釈 95]                                                                            |
| GX-50                  | コン・バトラーV                                                 | 超電磁ロボ コン・バトラーV                  | 2009年12月                    |                                                                                      |
| GX-50SP                | コン・バトラーV CHOGOKIN 50th ver.                              | 超電磁ロボ コン・バトラーV                  | 2024年10月                    |                                                                                      |
| GX-51                  | ゲッタードラゴン from 真ゲッターロボ                            | 真ゲッターロボ 世界最後の日                 | 2009年11月                    |                                                                                      |
| GX-52                  | ゲッター1 from 真ゲッターロボ                                   | 真ゲッターロボ 世界最後の日                 | 2010年1月                     |                                                                                      |
| GX-53                  | 無敵鋼人ダイターン3                                             | 無敵鋼人ダイターン3                         | 2010年4月                     |                                                                                      |
| GX-54                  | 飛影&黒獅子                                                     | 忍者戦士飛影                                | 2010年7月                     |                                                                                      |
| GX-55                  | 飛影&鳳雷鷹                                                     | 忍者戦士飛影                                | 2010年9月                     |                                                                                      |
| GX-56                  | 零影&爆竜                                                       | 忍者戦士飛影                                | 2010年11月                    |                                                                                      |
| GX-57                  | 宇宙戦艦ヤマト                                                  | 宇宙戦艦ヤマト                              | 2010年11月                    | [注釈 99]                                                                            |
| GX-58                  | 地球防衛軍旗艦アンドロメダ                                      | 宇宙戦艦ヤマト                              | 2011年2月                     | [注釈 100]                                                                           |
| GX-59                  | 未来ロボ ダルタニアス                                           | 未来ロボ ダルタニアス                       | 2011年4月                     | [注釈 101]                                                                           |
| GX-59R                 | 未来ロボ ダルタニアス(リニューアルバージョン)                   | 未来ロボ ダルタニアス                       | 2020年7月                     |                                                                                      |
| GX-60                  | ゴッドシグマ                                                    | 宇宙大帝ゴッドシグマ                        | 2011年7月                     |                                                                                      |
| GX-60R                 | ゴッドシグマ(リニューアルバージョン)                            | 宇宙大帝ゴッドシグマ                        | 2018年9月                     |                                                                                      |
| GX-61                  | ダイオージャ                                                    | 最強ロボ ダイオージャ                       | 2012年5月                     |                                                                                      |
| GX-62                  | 惑星ロボ ダンガードA                                            | 惑星ロボ ダンガードA                        | 2013年7月                     |                                                                                      |
| GX-63                  | フランキー将軍                                                  | ONE PIECE                                   | 2013年10月                    |                                                                                      |
| GX-64                  | 宇宙戦艦ヤマト2199                                              | 宇宙戦艦ヤマト2199                          | 2014年1月                     |                                                                                      |
| GX-65                  | 無敵鋼人ダイターン3 リニューアルカラー                          | 無敵鋼人ダイターン3                         | 2014年4月                     |                                                                                      |
| GX-66                  | 無敵ロボ トライダーG7                                           | 無敵ロボ トライダーG7                       | 2014年6月                     |                                                                                      |
| GX-66R                 | 無敵ロボ トライダーG7(リニューアルバージョン)                   | 無敵ロボ トライダーG7                       | 2020年10月                    | [注釈 102]                                                                           |
| GX-67                  | 宇宙海賊戦艦アルカディア号                                      | 銀河鉄道999                                 | 2014年10月                    |                                                                                      |
| GX-68                  | 勇者王ガオガイガー                                              | 勇者王ガオガイガー                          | 2014年12月                    | [注釈 103]                                                                           |
| GX-68X                 | スターガオガイガー オプションセット                             | 勇者王ガオガイガー                          | 2016年4月                     | [注釈 95]                                                                            |
| GX-68X                 | スターガオガイガー オプションセット【究極の勇者王Ver.】         | 勇者王ガオガイガー                          | 2021年2月                     | [注釈 95]                                                                            |
| GX-69                  | ゴルディーマーグ                                                | 勇者王ガオガイガー                          | 2015年7月                     |                                                                                      |
| GX-69R                 | ゴルディーマーグ【究極の勇者王Ver.】                            | 勇者王ガオガイガー                          | 2021年6月                     | [注釈 95]                                                                            |
| GX-70                  | マジンガーZ D.C.                                                | マジンガーZ                                 | 2017年1月                     |                                                                                      |
| GX-70VS                | マジンガーZ D.C.対デビルマンオプションセット                    | マジンガーZ対デビルマン                     | 2017年6月                     | [注釈 95]                                                                            |
| GX-70D                 | マジンガーZ D.C. ダメージVer.                                   | マジンガーZ対暗黒大将軍                     | 2017年11月                    | [注釈 95]                                                                            |
| GX-70CN                | マジンガーZ D.C. CHROME NOIR                                    | マジンガーZ                                 | 2017年12月                    | [注釈 104]                                                                           |
| GX-70SP                | マジンガーZ D.C. アニメカラーバージョン                         | マジンガーZ                                 | 2018年9月                     | [注釈 105]                                                                           |
| GX-70SP                | マジンガーZ D.C. 2021 Special Color Ver.                        | マジンガーZ                                 | 2021年11月                    | [注釈 106]                                                                           |
| GX-70SPD               | マジンガーZ D.C. ダメージVer. アニメカラー                      | マジンガーZ対暗黒大将軍                     | 2019年12月                    | [注釈 95]                                                                            |
| GX-71                  | 百獣王ゴライオン                                                | 百獣王ゴライオン                            | 2016年12月                    | [注釈 107]                                                                           |
| GX-71SP                | 百獣王ゴライオン/VOLTRON CHOGOKIN 50th Ver.                     | 百獣王ゴライオン                            | 2024年6月                     |                                                                                      |
| GX-72                  | 大獣神                                                          | 恐竜戦隊ジュウレンジャー                    | 2017年4月                     |                                                                                      |
| GX-72                  | 大獣神                                                          | 恐竜戦隊ジュウレンジャー                    | 2023年11月                    | [注釈 108]                                                                           |
| GX-72B                 | 大獣神(ブラックバージョン)                                      | 恐竜戦隊ジュウレンジャー                    | 2018年8月                     | [注釈 109]                                                                           |
| GX-73                  | グレートマジンガー D.C.                                         | グレートマジンガー                          | 2017年6月                     |                                                                                      |
| GX-73SP                | グレートマジンガー D.C. アニメカラーバージョン                  | グレートマジンガー                          | 2019年9月                     | [注釈 95]                                                                            |
| GX-74                  | ゲッター1 D.C.                                                  | ゲッターロボ                                | 2017年7月                     | [注釈 110]                                                                           |
| GX-75                  | マジンカイザー                                                  | マジンカイザー                              | 2017年8月                     |                                                                                      |
| GX-75SP                | マジンカイザー 20th Anniversary Ver.                            | マジンカイザー                              | 2022年4月                     |                                                                                      |
| GX-76                  | グレンダイザー D.C.                                             | UFOロボ グレンダイザー                      | 2018年4月                     |                                                                                      |
| GX-76SP                | グレンダイザー D.C. アニメカラーバージョン                      | UFOロボ グレンダイザー                      | 2024年9月発送                 | [注釈 95]                                                                            |
| GX-76X                 | グレンダイザー D.C.対応 スペイザーセット                        | UFOロボ グレンダイザー                      | 2018年8月                     |                                                                                      |
| GX-76X2                | グレンダイザー D.C.対応 ドリルスペイザー&マリンスペイザーセット | UFOロボ グレンダイザー                      | 2018年10月                    | [注釈 95]                                                                            |
| GX-76X3                | グレンダイザー D.C.対応 スペイザーフルセット                    | UFOロボ グレンダイザー                      | 2024年10月発送                | [注釈 95]                                                                            |
| GX-77                  | ジプシー・デンジャー                                            | パシフィック・リム                          | 2018年2月                     |                                                                                      |
| GX-78                  | ドラゴンシーザー                                                | 恐竜戦隊ジュウレンジャー                    | 2018年7月                     |                                                                                      |
| GX-78                  | ドラゴンシーザー                                                | 恐竜戦隊ジュウレンジャー                    | 2023年11月                    | [注釈 111]                                                                           |
| GX-79                  | ボルテスV F.A.                                                  | 超電磁マシーン ボルテスV                    | 2018年8月                     |                                                                                      |
| GX-80                  | 万能戦艦 N-ノーチラス号(早期予約特典版)                         | ふしぎの海のナディア                        | 2018年2月                     | [注釈 112]                                                                           |
| GX-80                  | 万能戦艦 N-ノーチラス号                                         | ふしぎの海のナディア                        | 2018年9月                     | [注釈 95]                                                                            |
| GX-81                  | ザンボエース                                                    | 無敵超人ザンボット3                         | 2018年10月                    |                                                                                      |
| GX-82                  | 無敵鋼人ダイターン3 F.A.                                        | 無敵鋼人ダイターン3                         | 2018年12月                    |                                                                                      |
| GX-83                  | 闘将ダイモス F.A.                                               | 闘将ダイモス                                | 2019年1月                     |                                                                                      |
| GX-84                  | 無敵超人ザンボット3 F.A.                                        | 無敵超人ザンボット3                         | 2019年8月                     |                                                                                      |
| GX-85                  | キングブラキオン                                                | 恐竜戦隊ジュウレンジャー                    | 2019年2月                     |                                                                                      |
| GX-86                  | 宇宙戦艦ヤマト2202                                              | 宇宙戦艦ヤマト2202 愛の戦士たち             | 2019年3月                     |                                                                                      |
| GX-87                  | ゲッターエンペラー                                              | ゲッターロボサーガ[注釈 113]                | 2019年7月                     |                                                                                      |
| GX-88                  | 機甲艦隊ダイラガーXV                                            | 機甲艦隊ダイラガーXV                        | 2019年10月                    | [注釈 114]                                                                           |
| GX-89                  | ガミラス航宙装甲艦                                              | 宇宙戦艦ヤマト2202 愛の戦士たち             | 2019年11月                    |                                                                                      |
| GX-90                  | 超電磁ロボ コン・バトラーV F.A.                                 | 超電磁ロボ コン・バトラーV                  | 2020年4月                     |                                                                                      |
| GX-91                  | ゲッター2&3 D.C.                                                | ゲッターロボ                                | 2020年1月                     |                                                                                      |
| GX-92                  | 伝説巨神イデオン F.A                                            | 伝説巨神イデオン                            | 2020年6月                     |                                                                                      |
| GX-93                  | 海賊宇宙戦艦アルカディア号                                      | 宇宙海賊キャプテンハーロック                | 2020年11月                    |                                                                                      |
| GX-94                  | ブラックウイング                                                | 超獣機神ダンクーガ                          | 2021年1月                     | [注釈 95]                                                                            |
| GX-95                  | 闘士ゴーディアン                                                | 闘士ゴーディアン                            | 2021年3月                     |                                                                                      |
| GX-96                  | ゲッターロボ號                                                  | ゲッターロボ號                              | 2021年9月                     |                                                                                      |
| GX-96X                 | Gアームライザー                                                 | ゲッターロボ號                              | 2022年2月発送                 | [注釈 95]                                                                            |
| GX-97                  | 超惑星戦闘巨人ダイレオン                                        | 巨獣特捜ジャスピオン                        | 2021年10月発送                | [注釈 95]                                                                            |
| GX-98                  | ゲッターD2                                                      | ゲッターロボアーク                          | 2021年12月発送                | [注釈 95]                                                                            |
| GX-99                  | ゲッターアーク                                                  | ゲッターロボアーク                          | 2021年11月                    |                                                                                      |
| GX-100                 | ガイキング＆大空魔竜                                            | 大空魔竜ガイキング                          | 2021年12月                    |                                                                                      |
| GX-100X                | ガイキング＆大空魔竜 強化型オプションセット                     | 大空魔竜ガイキング                          | 2022年7月発送                 | [注釈 95]                                                                            |
| GX-101                 | 大鉄人17                                                        | 大鉄人17                                    | 2022年3月                     |                                                                                      |
| GX-101X                | ワンエイト                                                      | 大鉄人17                                    | 2022年8月発送                 | [注釈 95]                                                                            |
| GX-102                 | マジンカイザーSKL                                               | マジンカイザーSKL                           | 2022年10月                    |                                                                                      |
| GX-103                 | MFS-3 3式機龍                                                   | ゴジラ×メカゴジラ                           | 2023年5月                     |                                                                                      |
| GX-104                 | ガオファイガー                                                  | 勇者王ガオガイガーFINAL                     | 2023年7月                     |                                                                                      |
| GX-105                 | マジンガーZ 革進 -KAKUMEI SHINKA-                               | マジンガーZ                                 | 2022年12月                    | [注釈 115]                                                                           |
| GX-105MMJ              | マジンガーZ 革進 -KAKUMEI SHINKA- mastermind JAPAN EDITION      | マジンガーZ                                 | 2024年7月発送                 | [注釈 95]                                                                            |
| GX-105G                | マジンガーZ CHOGOKIN 50th Exclusive                             | マジンガーZ                                 | 2024年5月                     | 魂ネイションストアイベント『CHOGOKIN 50th Anniversary Exhibition』限定販売[注釈 116] |
| GX-105D                | マジンガーZ 革進 -KAKUMEI SHINKA- ダメージバージョン            | マジンガーZ対暗黒大将軍                     | 2024年12月発送                | [注釈 95]                                                                            |
| GX-106                 | 電子星獣ドル＆ギラン円盤                                        | 宇宙刑事ギャバン[注釈 117]                  | 2023年9月                     |                                                                                      |
| GX-107                 | 完全変形合体グレンラガン＆大回転ギガドリルセット                | 天元突破グレンラガン                        | 2024年4月                     |                                                                                      |
| GX-108                 | ラインX１                                                       | マジンガーZ                                 | 2024年5月18日                 | [注釈 118]                                                                           |
| GX-109                 | 超竜神                                                          | 勇者王ガオガイガー                          | 2024年9月                     |                                                                                      |
| GX-110                 | 暗黒大将軍                                                      | マジンガーZ対暗黒大将軍                     | 2024年8月                     |                                                                                      |
| GX-111                 | グレートマジンガー 革進 -KAKUMEI SHINKA-                        | グレートマジンガー                          | 2024年11月                    |                                                                                      |
| GX-112                 | レプリガイガー&オプションセット                                 | 勇者王ガオガイガーFINAL                     | 2024年9月発送                 | [注釈 95]                                                                            |
| GX-113                 | 最強機動 ガンダムトライオン3                                    | ガンダムビルドファイターズトライ            | 2024年11月                    |                                                                                      |
| GX-114                 | ヤヌス侯爵                                                      | グレートマジンガー                          | 2025年2月                     | [注釈 119]                                                                           |
| GX-115                 | 新幹線変形合体ロボ シンカリオン E5はやぶさ                      | 新幹線変形ロボ シンカリオン                 | 2025年12月予定                |                                                                                      |
| GX-116                 | プライヤーズ                                                    | 勇者王ガオガイガー                          | 2025年4月発送                 | [注釈 95]                                                                            |
| GX-117                 | マジンガーZ (強化型) 革進 -KAKUMEI SHINKA-                      | マジンガーZ                                 | 2025年6月予定                 |                                                                                      |
| GX-01X                 | マジンガー大格納庫                                              | ノンジャンル                                | 2000年4月                     |                                                                                      |
| GX-XX01                | D.C.シリーズ対応XX計画ひみつ超兵器セット01                      | ノンジャンル                                | 2020年4月                     |                                                                                      |
|                        | コン・バトラーV対応 南原コネクション                            | 超電磁ロボ コン・バトラーV                  | 2010年6月                     | [注釈 95]                                                                            |
|                        | 魂STAGE Act.超合金魂                                            | ノンジャンル                                | 2014年6月                     |                                                                                      |
|                        | ダイナミック三連格納庫                                          | ノンジャンル                                | 2017年10月                    |                                                                                      |

### 装着変身・S.H.Figuarts
2000年の『仮面ライダークウガ』で、ヒーローのフィギュアにダイキャスト製のアーマーを装着する装着変身シリーズがスタート、紆余曲折を経てこのシリーズは2008年にプロポーションを重視したS.H.Figuartsに発展解消という形でシリーズを終えた。S.H.Figuarts自体は超合金レーベルではなくなったものの、様々な派生商品を生み出している（詳細は装着変身、S.H.Figuartsそれぞれの項目を参照）。

### カプセル超合金
HGシリーズとして過去に発売された超合金を、ガシャポンにサイズダウンして2002年に発売された。

#### ラインナップ
- マジンガーZ(CGA-01、第四期)
- マジンガーZゴールドタイプ(CGA-01G)
- アマゾンライダー(CGA-02)
- 超電磁ロボコン・バトラーV(CGA-03)
- 黄金戦士ゴールドライタン(CGA-04)
- グレートマジンガー(CGA-05)
- 仮面ライダーストロンガー(CGA-06)
- 勇者ライディーン(CGA-07)
- 勇者ライディーンブラック(CGA-07B)
- バトルフィーバー(CGA-08)
- ゲッター1(CGA-09)
- マッハバロン(CGA-10)
- UFOロボグレンダイザー(CGA-11)
- UFOスペイザー(CGA-12)
- ガイキング(CGA-13)
- ロボコン(CGA-14)
- ゲッター2(CGA-15)
- ゲッター3(CGA-16)
- ロボットジュニア(CGA-17)
- 大空魔竜(CGA-18、第1期と第2期の2ver.)
- ゲッターロボGドラゴン(CGA-19)
- アカレンジャー(CGA-20)
- ダイデンジン(CGA-21、スタンダード)

※以下は「ゲッターロボDVD-BOX」の初回生産特典として付属していたもの。
- ゲッター1練習機(DVDG-01)
- ゲッター2練習機(DVDG-02)
- ゲッター3練習機(DVDG-03)

※以下は「ゲッターロボG DVD-BOX」の初回生産特典として付属していたもの。
- ゲッターロボGドラゴン シャインスパークバージョン(DVDG-04)

### THE 超合金
人気のあったキャラクターを、一回り小さな90ミリというコレクタブル・サイズで2003年に発売された。当時の質感やギミック、パッケージなどを再現したシリーズで専用キャビネットまで用意された。

#### ラインナップ
- マジンガーZ(GT-00、第一期)[注釈 120]
- マジンガーZ(GT-01、第四期)
- ロボコン(GT-02)
- ゲッター1(GT-03)
- マッハバロン(GT-04)
- ガンツせんせい(GT-05)
- 勇者ライディーン(GT-06)
- ブラック勇者ライディーン(GT-06B)
- ゲッター2(GT-07)
- コン・バトラーV(GT-08)
- ゲッター3(GT-09)
- ボルテスV(GT-10)

### 魂SPEC
2007年から「超合金魂」から派生した「魂SPEC」という新しいシリーズがスタートした。いわゆるリアルロボット的な『新世紀エヴァンゲリオン』や『蒼き流星SPTレイズナー』、『重戦機エルガイム』などのロボットアニメ、および『宇宙の騎士テッカマンブレード』などのSFアニメの製品を展開している。特に『機甲戦記ドラグナー』の主役メカである「D-1（ドラグナー1型）」は、設定画通りのものとは別に、アニメのオープニングで登場した大張正己デザインの通称「バリグナー」をオープニングシルエットとして商品化した。
また、2013年8月31日から9月1日にかけて幕張メッセで開催された「キャラホビ C3×HOBBY」で「サンライズ80'sロボ商品化プロジェクト」の一環として約4年6か月ぶりに同シリーズのラインアップで『蒼き流星SPTレイズナー』の幻の主役メカである「レイズナーMk.II」が商品化（立体化）されることが公式発表されたなお、「レイズナーMk.II」は基本形となる人型形態のほか、設定通りパーツの差し替えなしで戦闘機形態に変形させることが可能となっている。

#### ラインナップ
新世紀エヴァンゲリオン
- XS-01 人造人間エヴァンゲリオン初号機（2007年1月）
- XS-08 エヴァンゲリオン弐号機（2008年4月）
- XS-09 エヴァンゲリオン零号機改（2008年5月）
- XS-01R エヴァンゲリオン初号機(リニューアルVer.)（2008年6月）

ヱヴァンゲリヲン新劇場版
- XS-03 人造人間エヴァンゲリオン初号機(新劇場版)（2007年9月）
- XS-04 人造人間エヴァンゲリオン零号機(新劇場版)（2007年10月）
- XS-13 エヴァンゲリオン初号機＜新劇場版：破～覚醒Ver.～＞（2009年12月）

蒼き流星SPTレイズナー
- XS-02 SPTレイズナー（2007年2月）
- レイズナーMARK Ⅱ（2014年9月） - 魂ウェブ商店限定発売。
- レイズナー + V-MAXパーツセット（2015年1月） - 魂ウェブ商店限定発売。
- ニューレイズナー（2020年9月） - 魂ウェブ商店限定販売。HI-METAL Rとのダブルブランドアイテム。
- ザカール（2020年10月） - 魂ウェブ商店限定販売。HI-METAL Rとのダブルブランドアイテム。

機甲戦記ドラグナー
- XS-05 ドラグナー1 from "Opening Silhouette"（2007年10月） - 2010年12月に再発売。
- XS-06 ドラグナー1 with キャバリアー（2007年12月）
- XS-11 ファルゲン（2009年1月）
- XS-14 XD-02 ドラグナー2（2010年12月） - 魂ウェブ商店限定発売。
- XS-15 XD-03 ドラグナー3（2010年12月） - 魂ウェブ商店限定発売。
- XS-16 MBD-1A ドラグーン（2011年9月） - 魂ウェブ商店限定発売。
- XS-17 XD-01SR ドラグナー1カスタム（2012年4月） - 魂ウェブ商店限定発売。
- YGMA-14 ギルガザムネ(ドルチェノフ仕様)（2014年4月） - 魂ウェブ商店限定発売。

機動戦艦ナデシコ
- XS-07 ブラックサレナ（2008年3月）
- LIMITED 夜天光&六連（2008年8月） - 魂ウェブ商店限定発売。
- ブラックサレナ -FIERCE BATTLE-（2014年6月） - 魂ウェブ商店限定発売。

重戦機エルガイム
- XS-10 エルガイム（2008年8月）

宇宙の騎士テッカマンブレード
- XS-12 宇宙の騎士テッカマンブレード with ペガス（2009年7月）

### スーパーロボット超合金
2010年8月からは新展開として、「スーパーロボット超合金」がスタート。「インパクト＆コンパクト」をメインコンセプトにしており、平均身長14cmで展開され、本体の基本仕様として合体・変形などのメインギミックをオミットし、ロボット形態のプロポーションと可動範囲に重点が置かれている（一部を除く）。またダイキャストの使用箇所も足や関節と最低限に留まっていることにより、値段も平均価格5040円とリーズナブルなものになっている。
ラインナップは、『超合金魂』で発売済の『マジンガーZ』『グレートマジンガー』『勇者ライディーン』に『超合金魂』未発売の『GEAR戦士電童』『地球防衛企業ダイ・ガード』『冥王計画ゼオライマー』、『アルトアイゼン』などの『スーパーロボット大戦シリーズ』オリジナルロボや「シンケンオー」「デカレンジャーロボ」「マジキング」といった戦隊ロボなど幅広く展開している。また『勇者王ガオガイガー』『勇者特急マイトガイン』『勇者警察ジェイデッカー』とバンダイ系列で唯一勇者シリーズがラインナップされているシリーズでもある。

#### ラインナップ
マジンガーZ
- マジンガーZ（2010年8月） - 2014年5月に再発売。
- マジンガー武器セット（2010年8月） - 2014年5月に再発売。
- マジンガーZデビルマンカラー（2012年7月） - 魂ウェブ商店限定発売。
- マジンガーZジャンボマシンダーカラー（2013年7月） - 魂ウェブ商店限定発売。
- マジンガーZ超合金ZカラーVer.（2014年2月） - 魂ウェブ商店限定発売。
- スーパーロボット超合金マジンガーZゲッターロボカラー（2014年6月） - 魂ウェブ商店限定発売。
- マジンガーZ～鉄（くろがね）仕上げ～（2015年8月）
- マジンガーZアイアンカッターEDITION（2016年7月）
- マジンガーZ鋼鉄ジークカラー（2016年7月） - 魂ウェブ商店限定発売。

グレートマジンガー
- グレートマジンガー（2010年8月） - 2014年5月に再発売。
- グレートマジンガージャンボマシンダーカラー（2015年7月） - 魂ウェブ商店限定発売。
- グレートマジンガー～鉄（くろがね）仕上げ～（2016年9月）

スーパーロボット大戦シリーズ
- アルトアイゼン（2010年10月） - 2011年9月に再発売。
- ヴァイスリッター（2011年5月）

勇者ライディーン
- 勇者ライディーン（2010年12月）※一部差し替えでゴッドバード変形可能、ブラックバージョンあり。

超者ライディーン
- ゴッドライディーン（2010年12月）※一部差し替えでゴッドバード変形可能、ブラックバージョンあり。

侍戦隊シンケンジャー
- シンケンオー（2011年2月）

GEAR戦士電童
- GEAR戦士電童（2011年3月）
- 騎士GEAR凰牙（2011年3月）

勇者王ガオガイガー
- 勇者王ガオガイガー（2011年8月） - 2012年8月に再発売。
- 勝利の鍵セット（2011年8月） - 2012年8月に再発売。
- 超竜神（2011年12月）
- 勝利の鍵セット3（2011年12月） - 魂ウェブ商店限定販売。
- 勝利の鍵セット2（2012年1月）
- ビッグボルフォッグ（2012年4月）
- 勝利の鍵セット4（2012年4月） - 魂ウェブ商店限定販売。
- 撃龍神（2012年7月） - 魂ウェブ商店限定発売。
- 勇者王ガオガイガー 金色の破壊神Ver.（2012年10月） - 魂ネイション2012の会場にて限定販売。および2013年3月に魂ウェブ商店にて限定発売。
- ボルフォッグ&ビッグオーダールーム（2012年12月）
- 氷竜・炎竜&ビッグオーダールーム（2013年4月）
- 風龍・雷龍&ビッグオーダールーム&勝利の鍵（2013年6月） - 魂ウェブ商店限定発売。
- マイク&ピギー&ビッグオーダールーム（2013年8月） - 魂ウェブ商店限定発売。

地球防衛企業ダイ・ガード
- ダイ・ガード（2011年9月）
- コクボウガー（2012年3月） - 魂ウェブ商店限定発売。

海賊戦隊ゴーカイジャー
- ゴーカイオー（2011年10月）

特捜戦隊デカレンジャー
- デカレンジャーロボ（2011年11月） - ゴーカイマシン版のパトストライカーも付属。

創聖のアクエリオン
- ソーラーアクエリオン（2011年12月）
- ゴールドソーラーアクエリオン（2012年10月） - 魂ウェブ商店限定発売。

冥王計画ゼオライマー
- 天のゼオライマー（2012年2月）

魔法戦隊マジレンジャー
- マジキング（2012年3月）

真マジンガー衝撃!Z編
- 真マジンガーZ（2012年5月）
- 真マジンガーZ ゴールドVer.（2017年4月） - 魂ネイションズ 10th Anniversary WORLD TOURにて限定販売。および2017年9月に魂ウェブ商店にて抽選販売。

アーマード・コアV
- アーマード・コアV拡張武装セット1（2012年6月）
- アーマード・コアV UCR-10/A（2012年6月）
- アーマード・コアV ハングドマン（2013年2月） - 魂ウェブ商店限定発売。

勇者特急マイトガイン
- マイトガイン（2012年8月）
- ブラックマイトガイン（2012年12月） - 魂ウェブ商店限定発売。

恐竜戦隊ジュウレンジャー
- 大獣神（2012年9月）

アクエリオンEVOL
- アクエリオンEVOL（2012年10月）

天元突破グレンラガン
- グレンラガン（2013年1月）
- 漢のドリルセット（2013年1月）
- アンチ・グレンラガン（2013年6月） - 魂ウェブ商店限定発売。
- グレンラガン 10th ANNIVERSARY SET（2018年4月） - 魂ウェブ商店限定発売。

トップをねらえ!
- ガンバスター（2013年2月）

勇者警察ジェイデッカー
- ジェイデッカー（2013年5月）

UFOロボグレンダイザー
- グレンダイザー（2013年6月）
- グレンダイザー&スペイザー（2015年6月） - 魂ウェブ商店限定発売。
- グレンダイザー対応スペイザー（2015年6月） - 魂ウェブ商店限定発売。
- グレンダイザー～鉄仕上げ～（2017年4月） - 魂ウェブ商店限定発売。

オリジナル
- 努力と根性の武装セット（2013年7月） - 魂ウェブ商店限定発売。
- ダイナミックオプションパーツセット（2014年4月） - 魂ウェブ商店限定発売。

真ゲッターロボ
- 真ゲッター1 OVA版（2013年8月） - 2015年9月に再発売。
- ゲッター1（2014年11月）
- ブラックゲッター（2015年5月） - 魂ウェブ商店限定発売。

マジンカイザー
- マジンカイザー（2013年11月）
- マジンカイザー超合金ZカラーVer.（2014年10月）
- マジンカイザーSKL（2015年3月）
- マジンカイザーSKL ファイナル・カウントVer.（2016年2月）

勇者王ガオガイガーFINAL
- ジェネシックガオガイガー（2014年3月） - 早期購入特典にヘルアンドヘブン発動アームが付属。
- ガオファイガー（2014年7月）
- レプリガオガイガー&勝利の鍵セット5（2014年11月） - 魂ウェブ商店限定発売。
- ジェネシックガオガイガー ヘルアンドヘブン発動Ver.（2015年9月） - 魂ウェブ商店限定発売。

クレヨンしんちゃん
- 超電導カンタム・ロボ（2014年5月）

宇宙大帝ゴッドシグマ
- ゴッドシグマ（2015年4月）

ジャイアントロボ THE ANIMATION -地球が静止する日
- ジャイアントロボ THE ANIMATION VERSION（2016年5月）

鋼鉄ジーグ
- 鋼鉄ジーグ（2016年8月）

スーパーロボット大戦V
- マジンエンペラーG（2017年3月）

真マジンガーZERO
- マジンガーZERO（2017年5月）
- グレートマジンカイザー（2017年10月） - 魂ウェブ商店限定販売。

### DX超合金魂
従来の超合金魂に発光・音声などといったギミックを追加、大きさも一回り以上大きくなっている。サイズの都合上、超合金魂では再現できなかったギミックを追加されたものもある。
マジンガーZとグレートマジンガーは全長30cm-35cmのビッグサイズで前面装甲がすべて取り外すことが可能となっており、内部メカニズムが頭の先からつま先まで再現されている。赤外線リモコンにより目や胸のLEDユニットの発光や効果音、音声エフェクトを楽しむことが出来る。付属の収納ケースは大型の格納整備基地となっており、取り外したパーツを内部に懸架してディスプレイすることが可能な他、足下にはLEDによる二基のフラットライトが設置され、待機中のマジンガーZ（グレートマジンガー）の雰囲気をさらに盛り上げてくれる。
コン・バトラーVにもサウンド・発光を内蔵、合体時のBGMに加え合体音（実際に合体させると合体の効果音が出る）が出て合体シークエンスを盛り上げる。超合金魂で出来なかった完全変形・合体を再現、グランダッシャーへの完全変形をも再現したモデルとなっている。ただしクローラー基部のアームの収納形式(映像上での収納は蛇腹式巻き込み方式)やクローラー接続部のバランスのずれ（「超合金魂」時よりあった批判部位で、これらの『原典と異なるクローラーバランス』は「BRAVE合金」にも見られた）など批判の多かった部位も少なくないため真の意味での「完全変形」には程遠いとも言える。

#### ラインナップ
マジンガーZ
- マジンガーZ（2012年12月）
- マジンガーZ対応ジェットスクランダーセット（2013年5月） - 魂ウェブ商店限定発売。
- マジンガーZ 50th Anniversary Ver.（2023年12月）

グレートマジンガー
- グレートマジンガー（2015年12月）

超電磁ロボ コン・バトラーV
- 超電磁ロボ コン・バトラーV（2017年12月）※DXポピニカ魂とのダブルブランドアイテム。

超電磁マシーン ボルテスV
- 超電磁マシーン ボルテスV（2020年12月）

ゴジラ対メカゴジラ
- メカゴジラ 1974（2024年12月）

### 超合金の塊
2015年12月より開始した商品シリーズで、最初期はプリスターパッケージで、シークレットカラーはアソートBOXのみだった。ドラゴンボールZキャラクターズ以降は形式が代わり、パッケージはキャラクター毎の紙サック箱になり、全てのキャラクターにシークレットカラーが入るようになった。ロボットキャラクターのみならず生身のキャラクターもラインナップに入っていることもあり、超合金らしくメタリック1色となっている。

#### ラインナップ
- ダイナミックキャラクターズ（2015年12月、2016年4月）
- 藤子・F・不二雄キャラクターズ（2016年1月、2016年5月）
- ドラゴンボールZキャラクターズ（2016年9月、2017年4月）
- ガンダムシリーズ（2016年11月、2017年4月、2017年7月、2017年9月）
- ドラゴンボール超キャラクターズ（2017年6月、2017年8月、2017年10月）

##### その他
- VF-1J バルキリー（2015年10月、魂ネイション2015・前売り電子チケットとのセット）
- VF-1S バルキリー（2015年12月、フィギュア王第215号の付録）
- マジンガーZ 超合金魂GX-01バージョン（2016年10月、魂ネイション2016・前売り電子チケットとのセット）
- マジンガーZ GX-01RGゴールドバージョン（2016年10月、魂ネイション2016にて限定販売）
- マジンガーZ GX-01Bブラックバージョン（2016年10月、魂ネイション2016にて限定販売）
- ガンダム グリーンメタリックバージョン（2016年11月、全国のセブン-イレブンにて限定販売）
- マジンガーZ レッドメタリックカラーバージョン（2018年1月、セブンネットのみの限定販売[8]）
- フルカラー マジンガーZ（2018年9月、永井GO展にて限定販売）
- フルカラー グレートマジンガー（2018年9月、永井GO展にて限定販売）

### その他の超合金
1975年にはキャラクターの着色済み人形セットによる「超合金ミニ」シリーズが発売。
1976年には「超合金バッジ」が発売。
1978年には「超合金ペンダント」が発売。(スパイダーマン、レオパルドン、ジャン・クーゴ、闘将ダイモスの全4種類。)
1970年代から80年代にかけてガシャポンでキャラクターの「ミニ合金」が発売されていた。
1988年には、「ビックリマン」のキャラクターのダイキャスト製ミニ人形による「ビックリ均一シリーズ」が発売されていた。
2008年には「超合金楽」（ちょうごうきんたのしい）および「電脳超合金」（でんのうちょうごうきん）がスタート。超合金楽第1弾はトーフ親子、電脳超合金第1弾はパソコンと連動する機能をもったタチコマ。
2009年には超合金とは違うが炭素繊維強化プラスチック (CFRP) とチタンを使った60cmの『マジンガーZ』が200万円で発売され話題になっている。
2010年3月には、実在の造形物を細部に至るまで徹底的に再現し、さらには全形態の再現も可能な「大人の超合金」がスタート。現在までに『アポロ11号＆サターンVロケット』『スペースシャトル・エンデバー号』『小惑星探査機はやぶさ』、『新幹線0系』が発売されている。
2014年には「重い歴史は止まらない」をキャッチコピーに、超合金発売開始40周年記念の特別企画商品として、万博記念公園・太陽の塔やハローキティ、さらには藤子・F・不二雄のキャラクターをコラボレーションさせたモデルが限定発売されている。
2015年から、超合金と別ブランド「ROBOT魂」を融合させた「METAL ROBOT魂」がスタート。「質感」と「可動」の両立したダイキャストロボットフィギュアを発売しつづけている。
2018年11月から、重量感ある新感覚フィギュアとして「超合金HEROES」がスタート。マーベルコミックスのヒーローが懐かしいビンテージスタイルのパッケージとなっている。

### 商品系列
主役は超合金、乗り物や基地はポピニカ（ポピーのミニカーの略）という区別があった。ただし主役メカであっても『ゼロテスター』や『宇宙戦艦ヤマト』などのビークル系はポピニカ系列で発売されている。
- 金属部品をふんだんに使用した『鉄人28号』の超金属、合金やメッキを用いたマシンロボシリーズもその系列である。

しかし、最近では前述の「大人の超合金」や『超合金魂・宇宙戦艦ヤマト』のように、かつてなら「ポピニカ」ブランドで発売されていたアイテムが「超合金」ブランドで発売される例も増えてきている。
なお、ポピーから発売されていた超合金とジャンボマシンダーはアメリカでも「Shogun Warriors」というシリーズ名で発売され、人気を博している。ゴライオンやダイラガー、アルベガスの超合金は「ボルトロン」シリーズとしても発売されている。

## 限定ブラックバージョン
超合金のもう一つの顔では、限定版の全身が黒一色でかつ、体に金色のラインが入ったブラックバージョンが挙げられる。この黒いカラーバリエーションは、それまでの子供向け玩具のイメージを180度変えた貢献を果たしたといわれる。
DX超合金第一号のライディーンに用いられたのが最初で、その後、ダルタニアス、ゴッドライディーンといったアニメロボ系、ギンガイオー、マックスビクトリーロボ、ガオキング、轟雷旋風神といった戦隊ロボ系で発売した。このうち、マックスビクトリーロボは番組最終回にマックスビクトリーロボブラックバージョン（玩具名はDXブラックマックスビクトリーロボ）として登場した事で印象を残している。
ブラックカラーは超合金魂にも限定版として用いられた（マジンガーZ、グレートマジンガー、グレンダイザー、コン・バトラーV、ライディーンなど）他、超合金以外の商品にまで限定カラーとして波及し、ポピニカブランド（ライジンゴー、ビートチェイサーなど）に加え、大獣神、タイムロボ、ダイボウケンなどという超合金ブランドではない戦隊ロボにも使用されている。

## 名作シリーズ
1976年、懐かしの漫画&アニメキャラや日本おとぎ話のキャラをフィギュア化した企画「名作シリーズ」が行われた。いずれもゴレンジャーと同系統の「台座」が付属している（「一寸法師」は除く）。またギミックは、「月光仮面」「タイガーマスク」「仮面ライダー1号」の「背中ダイヤルで腕が動く」（カゲスターから流用）の様に、他製品から流用したのもある。なお「懐かしキャラ」のデザインは、原作やアニメなど様々である。
- 鉄腕アトム(GA-62)
- 鉄人28号(GA-63)
- オバケのQ太郎（GA-64、P子人形付属）
- 黄金バット（(GA-65、紙芝居版）
- 月光仮面（GA-66、パッケージ名称ロゴとボディはアニメ。頭は実写）
- 一休さん（GA-68、当時放送されていたテレビアニメ版ではなく昔話版）
- 一寸法師（GA-69、台座の代わりに「お椀の船」が付属）
- トッポ・ジージョ（GA-71、唯一の海外人形劇）
- のらくろ(GA-72)
- タイガーマスク(GA-73)
- 桃太郎(GA-74)
- 仮面ライダー1号（GA-76、カゲスターから流用の銃が付属。手袋とブーツは赤なのに、側面ラインは2本）
- 赤胴鈴之助(GA-77)

（出典：グリーンアロー出版社刊「超合金・ポピニカ大図鑑」138・139頁。「仮面ライダー1号」のみ58頁）

## 永遠の名作シリーズ
1984年に、過去に発売したロボット物の超合金を復刻発売していた。シリーズ共通して箱には「永遠の名作今よみがえる!!」のキャッチコピーが書かれた。
- マジンガーZ（GA-01、4期）※本シリーズのみのゴールドタイプ
- DX電磁合体コン・バトラーV（GB-55）※ポピニカ版をベースに合金化
- DX勇者ライディーン（GA-09）
- DX惑星ロボダンガードA（GA-79）
- DX大鉄人17（GA-81）
- DX闘将ダイモス（GA-85）
- DXレオパルドン（GA-90）
- DX分身合体ゴーディアン（GB-11）
- バトルフィーバー（GB-03）
- DXダイデンジン（GB-14）

## 永遠のヒーローシリーズ
1986年に展開された復刻シリーズ。永遠の名作シリーズがDXメインだったのに対し、こちらはスタンダード超合金がメインである。シリーズ共通して箱には「何てったって、俺がヒーロー!!」のキャッチコピーが書かれた。
- マジンガーZ（GA-01、4期）
- DX勇者ライディーン（GA-09）
- バトルフィーバー（GB-03）
- 宇宙大帝ゴッドシグマ（GB-17）
- 太陽戦隊サンバルカン（GB-33）
- 大戦隊ゴーグルファイブ（GB-76）
- ダイナロボ（GB-97）

## 他社の合金もの
超合金が大人気となり、他社もダイキャスト玩具を発売した。これらを総称して合金ものと呼ぶことがある。これらは超合金と遜色がない出来の物が多かったが、契約した作品の人気が売り上げに直結する事情もあり、超合金に匹敵するほどの売り上げと評価を残した訳ではなかった。
『超合金』の名称はバンダイの登録商標となっており、他社は使用する事ができない。そのため、他社のダイキャスト玩具は独自の名称が付けられている。
- 永大 : グリップキャラクター
- ユニファイブ : 超真合金、超真合金グリップ
- ブルマァク : Z合金ジンクロン（以前はブルペット）
- フジホビー、ウッド : ダイカミニ
- トミー : ○○合金（『伝説巨神イデオン』ならイデオン合金など[注釈 129]）
- タケミ : ビッガー合金
- 中嶋製作所 : ウルトラ合金
- タカトクトイス : Zキャラクター合金（俗称Z合金、タカトク合金）、ミニ合金、ミニ合金DX
- クローバー、ヨネザワ : 合金とは呼ばずに「ダイカスト」
- 野村トーイ : 合金とは呼ばずに「ダイキャスト」
- アーク : アークロン
- タカラ : ダイカスト、マグネモ[注釈 130]
- 丸越 : ビクトラー合金
- K.K.プラモデル : ダイカモデル
- イマイ : グッドモデル
- ウイルビィ : アンドロ合金
- マックスファクトリー： MAX合金 ※販売はグッドスマイルカンパニー
- グッドスマイルカンパニー： THE合体
- シーエムズコーポレーション： ブレイブ合金
- エヴォリューション　トイ： ダイナマイトアクション! 、メタル・アクション
- やまと (玩具)： 群雄（GN-U）－「鋼」
- タカラトミー： 鋼鉄機神 アダマスマキナ
- 千値練： RIOBOT

## 商品の評価
発売当初は子供向け玩具でもあり、子供たちの人気が高かった。非常に多くの商品が販売されたが、丈夫な合金製であり手荒な遊び方をしても壊れなかったために損傷があることが多く、また箱や説明書、付属部品がそのまま残っているものは珍しい。そのため1980年代後期以降おこったサブカルチャーブームにおいてまんだらけなどではデッドストック品、箱などの残っている美品、一部の珍しい商品はレアもの・ビンテージとして取引されている。2000年代でもブームの頃ほどではないが、人気アイテムでは10万円以上するアイテムもある。漫画『こちら葛飾区亀有公園前派出所』でも取り上げた商品が多数ある。そのため超合金魂を含めて大人を対象とした商品に変化している。

## その他
- 1970年代のテレビCMは東宝が手掛けた[11]。『マジンガーZ』をはじめ、当時超合金を発売していたロボットアニメは東映系列の作品が多かったが、特技監督の川北紘一によれば東宝の起用は広告代理店の推薦によるものであった[11]。川北は、商品の売上が良かったため予算も時間も十分にあり、贅沢な制作状況であったと述べている[11]。また、これがきっかけでのちにガンプラのCMも担当することとなり、これらで培われたノウハウが平成ゴジラシリーズの特撮にも活かされたという[11]。
- 1998年暮れに株式会社郷文(千葉県内の企業)から、DXライディーン、コン・バトラーV(スタンダード)、ゴッドシグマ(スタンダード)のブラックバージョンが池袋の西武百貨店と松戸市のコントンタウン（ピアザ松戸・B1F）で販売されていた。旧品のオリジナル金型製で、旧ポピーのロゴと超合金ナンバーも印字されている。またパッケージには「企画協力」としてバンダイの名も記載されている。
- 2010年8月に放送されたSECOM社のCMで復刻版の勇者ライディーンの超合金が使用された。同社のCM製作を手掛けたのが東北新社だったつながりである。